# Serie A2 2024-2025 (pallacanestro maschile)
La Serie A2 2024-25, denominata per ragioni di sponsorizzazione Serie A2 Old Wild West, è stata la dodicesima edizione del massimo livello dilettantistico e secondo livello del campionato italiano di pallacanestro, dopo la riforma avvenuta nell'estate 2013.

## Stagione

### Novità
A sostituire le retrocesse Fortitudo Agrigento, Latina Basket, LUISS Roma, Monferrato Basket, Pallacanestro Orzinuovi e San Giobbe Chiusi sono state promosse dalla Serie B 2023-2024 la Del.Fes Avellino (ribattezzata Avellino Basket nel corso dell'estate) e la Libertas Livorno 1947, che ritorna in seconda divisione italiana dopo vent'anni in seguito alla radiazione per mancati versamenti economici.

A sostituire le promosse Trapani Shark e la Pallacanestro Trieste (che risale in massima serie dopo la stagione passata) scendono dalla massima serie New Basket Brindisi e la Victoria Libertas Pesaro.

Nel frattempo il presidente della Blu Basket Treviglio, Stefano Mascio, trasferisce la squadra da Treviglio (BG) a Orzinuovi (BS).

L'ulteriore riduzione del numero di squadre, stabilita dalla riforma dei campionati, determina il ritorno a un girone unico composto da venti squadre, segnando l'abbandono della formula dei due gironi in vigore dalla stagione 2014-2015.

### Formula
Il campionato avrà inizio con la fase di qualificazione si svolgerà su girone unico da 20 squadre. Ogni formazione andrà a disputare un totale di 38 partite, giocando contro tutte le altre squadre due volte in un girone di andata ed uno di ritorno. La prima classificata sarà promossa in Serie A. La squadra classificata al 20º posto retrocederà direttamente in Serie B Nazionale.

La seconda fase del campionato prevederà una fase play-off a cui accedono direttamente le squadre classificate dal 2º al 7º posto nella fase di qualificazione e le 2 formazioni vincitrici dei play-In disputati su due turni tra le formazioni 8º e il 13º posto della fase di qualificazione. Il primo turno dei play-in vedrà confrontarsi in una gara unica in casa della meglio classificata 10ª vs 13º (gara A) e la 11º vs 12º (gara B). Le due vincitrici accederanno al secondo turno in cui affronteranno 8ª e la 9ª classificata della fase di qualificazione in gara unica in casa della meglio classificata (8º vs vincente gara B e 9º vs vincente gara A) determinando così le ultime due squadre ad accedere al tabellone play off che avverranno con sequenza Casa-Casa-Fuori-Fuori-Casa. La squadra vincente la Finale determinerà la seconda formazione promossa in Serie A.

Le squadre classificate dal 16º al 19º posto nella fase di qualificazione accederanno ai play-out e si incontreranno con sequenza Casa-Casa-Fuori-Fuori-Casa vedendo 16º vs 19º e la 17º vs 18º. Le due squadre perdenti retrocedono nel Campionato di Serie B nazionale. Per ogni squadra è obbligatorio iscrivere a referto 8 giocatori di formazione italiana, 2 giocatori comunitari o extracomunitari, e con 11º e 12º atleta di categoria giovanile.

### Stagione
Il campionato, come annunciato dalla Federazione, inizierà il 29 settembre 2024 con la prima giornata. L'ultima partita della regular season sarà disputata il 27 aprile 2025, con playoff e playout che inizieranno la settimana successiva. La LNP ha annunciato la pubblicazione dei calendari di Serie A2 e Serie B Nazionale per il giorno 1º agosto alle ore 12:00, compilato con applicazione del format asimmetrico che nelle 38 giornate non prevede corrispondenza tra le sfide dello stesso turno del girone di andata e di ritorno. La prima giornata è stata presentata in anteprima giorno 31 luglio 2024.

## Squadre

### Squadre
| Squadra               | Stagione | Città                               | Palazzetto                                  | Stagione precedente                                   |
| --------------------- | -------- | ----------------------------------- | ------------------------------------------- | ----------------------------------------------------- |
| Amici Pall. Udinese   | dettagli | Udine                               | PalaCarnera                                 | 3ª in Serie A2 Girone Rosso                           |
| Avellino Basket       | dettagli | Avellino                            | PalaDelMauro                                | 5ª in Serie B Nazionale Girone A, promossa ai playoff |
| Basket Torino         | dettagli | Torino                              | PalaSport G. Asti                           | 4ª in Serie A2 Girone Verde                           |
| Benedetto XIV Cento   | dettagli | Cento (FE)                          | Baltur Arena                                | 9ª in Serie A2 Girone Rosso                           |
| Fortitudo Bologna     | dettagli | Bologna                             | PalaDozza                                   | 2ª in Serie A2 Girone Rosso                           |
| JuVi Cremona          | dettagli | Cremona                             | PalaRadi                                    | 6ª in Serie A2 Girone Verde                           |
| Libertas Livorno 1947 | dettagli | Livorno                             | PalaMacchia                                 | 2ª in Serie B Nazionale Girone A, promossa ai playoff |
| Nardò Basket          | dettagli | Nardò (LE)                          | Palasport San Giuseppe da Copertino (Lecce) | 10ª in Serie A2 Girone Rosso                          |
| N.B. Brindisi         | dettagli | Brindisi                            | PalaPentassuglia                            | 16ª in Serie A, retrocessa                            |
| G.M. OrziBasket       | dettagli | Orzinuovi (BS)                      | PalaBertocchi                               | 12ª in Serie A2 Girone Rosso                          |
| Pall. Cantù           | dettagli | Cantù (CO)                          | PalaDesio (Desio)                           | 2ª in Serie A2 Girone Verde                           |
| Pall. Forlì 2.015     | dettagli | Forlì                               | Unieuro Arena                               | 1ª in Serie A2 Girone Rosso                           |
| Pall. Vigevano        | dettagli | Vigevano (PV)                       | PalaElachem                                 | 8ª in Serie A2 Girone Verde                           |
| Rinascita B. Rimini   | dettagli | Rimini                              | Palasport Flaminio                          | 6ª in Serie A2 Girone Rosso                           |
| Scaligera Verona      | dettagli | Verona                              | Pala AGSM AIM                               | 4ª in Serie A2 Girone Rosso                           |
| RSR Sebastiani Rieti  | dettagli | Rieti                               | PalaSojourner                               | 3ª in Serie A2 Girone Verde                           |
| U.C.C. Piacenza       | dettagli | Codogno, Casalpusterlengo, Piacenza | PalaBanca                                   | 6ª in Serie A2 Girone Verde                           |
| UEB Cividale          | dettagli | Cividale del Friuli (UD)            | PalaGesteco                                 | 7ª in Serie A2 Girone Rosso                           |
| Urania Milano         | dettagli | Milano                              | Allianz Cloud                               | 5ª in Serie A2 Girone Verde                           |
| V.L. Pesaro           | dettagli | Pesaro                              | Vitrifrigo Arena                            | 15ª in Serie A, retrocessa                            |

### Allenatori e primatisti
| Squadra                     | Allenatore                                                         | Capitano                                                             | Cestista più presente                                     | Miglior marcatore        |
| --------------------------- | ------------------------------------------------------------------ | -------------------------------------------------------------------- | --------------------------------------------------------- | ------------------------ |
| Amici Pallacanestro Udinese | Adriano Vertemati                                                  | Mirza Alibegović                                                     | Anthony Hickey, Mirza Alibegović, Lorenzo Ambrosin (38)   | Anthony Hickey (549)     |
| Avellino Basket             | Alessandro Crotti                                                  | Armando Verazzo                                                      | Jaren Lewis, Federico Mussini (38)                        | Jaren Lewis (597)        |
| Basket Torino               | Matteo Boniciolli (1ª-25ª) Paolo Moretti (26ª-)                    | Matteo Schina                                                        | 5 giocatori (38)                                          | Kevion Taylor (679)      |
| Benedetto XIV Cento         | Emanuele Di Paolantonio                                            | Carlos Delfino                                                       | 4 giocatori (38)                                          | Stacy Davis (693)        |
| Fortitudo Bologna           | Devis Cagnardi (1ª-12ª) Attilio Caja (13ª-)                        | Matteo Fantinelli                                                    | Deshawn Freeman, Riccardo Bolpin, Alessandro Panni (38)   | Deshawn Freeman (550)    |
| JuVi Cremona                | Luca Bechi                                                         | Lorenzo Tortù                                                        | 5 giocatori (38)                                          | Eddy Polanco (601)       |
| Libertas Livorno 1947       | Marco Andreazza (1ª-30ª) Gennaro Di Carlo (31ª-)                   | Tommaso Fantoni                                                      | Adrian Banks, Gregorio Allinei, Dorin Buca (38)           | Adrian Banks (680)       |
| Nardò Basket                | Luca Dalmonte (1ª-16ª) Matteo Mecacci (17ª-)                       | Antonio Iannuzzi                                                     | Wayne Stewart, Lorenzo Donadio (38)                       | Wayne Stewart (608)      |
| New Basket Brindisi         | Piero Bucchi                                                       | Tommaso Laquintana                                                   | Gianmarco Arletti (38)                                    | Andrea Calzavara (438)   |
| Nuova Pall. Vigevano 1955   | Lorenzo Pansa                                                      | Filippo Rossi                                                        | Filippo Rossi, Çelis Taflaj, Matteo Galassi (38)          | Gabriele Stefanini (499) |
| OrziBasket                  | Franco Ciani (1ª-16ª) Simone Bianchi (17ª-23ª) Franco Ciani (24ª-) | Luca Vencato (1ª-17ª) Simone Pepe (18ª-19ª) Tommaso Guariglia (20ª-) | Jarvis Williams, Samuele Moretti, Alessandro Bertini (38) | Jarvis Williams (640)    |
| Pallacanestro Cantù         | Nicola Brienza                                                     | Filippo Baldi Rossi                                                  | Riccardo Moraschini, Joonas Riismaa (38)                  | Grant Basile (583)       |
| Pallacanestro Forlì 2.015   | Antimo Martino                                                     | Daniele Cinciarini                                                   | 5 giocatori (38)                                          | Toni Perković (462)      |
| Real Sebastiani Rieti       | Alessandro Rossi                                                   | Marco Spanghero                                                      | 4 giocatori (38)                                          | Diego Monaldi (454)      |
| Rinascita Basket Rimini     | Sandro Dell'Agnello                                                | Francesco Bedetti                                                    | 5 giocatori (38)                                          | Pierpaolo Marini (562)   |
| Scaligera Verona            | Alessandro Ramagli                                                 | Lorenzo Penna                                                        | Jalen Cannon, Liam Udom, Leonardo Faggian (38)            | Jalen Cannon (449)       |
| U.C.C. Piacenza             | Stefano Salieri (1ª-6ª) Humberto Manzo (7ª-)                       | Lorenzo Querci                                                       | Michele Serpilli, Ursulo D'Almeida (38)                   | Michele Serpilli (458)   |
| UEB Cividale                | Stefano Pillastrini                                                | Eugenio Rota                                                         | 4 giocatori (38)                                          | Lucio Redivo (667)       |
| Urania Milano               | Marco Cardani                                                      | Andrea Amato                                                         | Gianmarco Leggio, Matteo Cavallero, Lorenzo Maspero (38)  |                          |
| Victoria Libertas Pesaro    | Stefano Sacripanti (1ª-3ª) Giacomo Baioni (4ª-5ª) Spiro Leka (6ª-) | Matteo Imbrò                                                         | 4 giocatori (38)                                          | Khalil Ahmad (820)       |

## Fase di qualificazione

### Classifica
Aggiornata al 27 aprile 2025
|  | Pos. | Squadra                     | PT | G  | V  | P  | PF   | PS   | Dif  |
|  | ---- | --------------------------- | -- | -- | -- | -- | ---- | ---- | ---- |
|  | 1.   | Amici Pallacanestro Udinese | 60 | 38 | 30 | 8  | 3193 | 2883 | 310  |
|  | 2.   | Rinascita Basket Rimini     | 52 | 38 | 26 | 12 | 3122 | 2970 | 152  |
|  | 3.   | Pallacanestro Cantù         | 48 | 38 | 24 | 14 | 2969 | 2810 | 159  |
|  | 4.   | Real Sebastiani Rieti       | 46 | 38 | 23 | 15 | 2883 | 2820 | 63   |
|  | 5.   | UEB Cividale                | 46 | 38 | 23 | 15 | 3050 | 2980 | 70   |
|  | 6.   | Pallacanestro Forlì 2.015   | 46 | 38 | 23 | 15 | 2941 | 2877 | 64   |
|  | 7.   | Urania Basket Milano        | 42 | 38 | 21 | 17 | 2921 | 2925 | -4   |
|  | 8.   | Fortitudo Bologna           | 42 | 38 | 21 | 17 | 2864 | 2801 | 63   |
|  | 9.   | Scaligera Basket Verona     | 42 | 38 | 21 | 17 | 2954 | 2841 | 113  |
|  | 10.  | Avellino Basket             | 40 | 38 | 20 | 18 | 3037 | 3048 | -11  |
|  | 11.  | Victoria Libertas Pesaro    | 40 | 38 | 20 | 18 | 3119 | 3057 | 62   |
|  | 12.  | Basket Torino               | 40 | 38 | 20 | 18 | 2949 | 2917 | 32   |
|  | 13.  | New Basket Brindisi         | 38 | 38 | 19 | 19 | 2908 | 2900 | 8    |
|  | 14.  | OrziBasket                  | 32 | 38 | 16 | 22 | 2953 | 3052 | -94  |
|  | 15.  | Benedetto XIV Cento         | 30 | 38 | 15 | 23 | 2807 | 2936 | -129 |
|  | 16.  | JuVi Cremona                | 26 | 38 | 13 | 25 | 3080 | 3165 | -85  |
|  | 17.  | Libertas Livorno 1947       | 26 | 38 | 13 | 25 | 2878 | 2953 | -75  |
|  | 18.  | Nuova Pall. Vigevano 1955   | 26 | 38 | 13 | 25 | 2881 | 3079 | -198 |
|  | 19.  | Nardò Basket                | 24 | 38 | 12 | 26 | 2874 | 3109 | -235 |
|  | 20.  | U.C.C. Piacenza             | 14 | 38 | 7  | 31 | 2902 | 3167 | -265 |

Legenda:
      Promozione Diretta in Serie A e Campione italiano dilettanti.
      Ammesse ai play-off promozione.
      Partecipante al play-in.
 Promossa dopo i play-off in Serie A.
      Partecipante al play-out
 Retrocessa in Serie B Nazionale
      Retrocessa direttamente in Serie B Nazionale
  Campione Serie A2
  Vincitrice della Supercoppa LNP 2024
  Vincitrice della Coppa Italia 2025
Regolamento:
Due punti a vittoria, zero a sconfitta. In caso di parità tra due squadre si considera la differenza canestri degli scontri diretti, in caso di scarto nullo si considera il coefficiente canestri (PF/PS)
Note:

### Tabellone
Aggiornato al 27 aprile 2025
|                             | UDI   | AVE    | TOR     | CEN   | FBO   | JUV   | LIV    | NAR   | BRI   | VIG    | ORZ    | CAN   | FOR    | RIM   | RIE   | VER   | PIA    | CIV    | URA   | PES    |
| --------------------------- | ----- | ------ | ------- | ----- | ----- | ----- | ------ | ----- | ----- | ------ | ------ | ----- | ------ | ----- | ----- | ----- | ------ | ------ | ----- | ------ |
| Amici Pallacanestro Udinese | —     | 100–91 | 108–101 | 87–69 | 81–72 | 98–67 | 82–74  | 95–67 | 79–90 | 93–87  | 82–65  | 89–85 | 84–75  | 95–86 | 85–81 | 86–70 | 90–73  | 76–66  | 75–74 | 83–72  |
| Avellino Basket             | 63–76 | —      | 92–79   | 78–79 | 79–73 | 75–79 | 84–68  | 92–74 | 77–73 | 85–80  | 89–78  | 76–82 | 64–73  | 70–88 | 61–67 | 77–70 | 83–72  | 81–85  | 83–81 | 82–80  |
| Basket Torino               | 58–84 | 88–89  | —       | 71–88 | 82–64 | 88–84 | 84–70  | 81–48 | 82–61 | 73–62  | 96–69  | 85–70 | 67–92  | 68–80 | 74–69 | 88–96 | 93–83  | 65–74  | 71–81 | 85–69  |
| Benedetto XIV Cento         | 69–72 | 68–73  | 67–74   | —     | 72–78 | 88–87 | 83–72  | 82–76 | 70–66 | 64–79  | 84–86  | 77–72 | 86–67  | 59–74 | 81–84 | 83–76 | 67–53  | 62–79  | 65–71 | 76–97  |
| Fortitudo Bologna           | 87–81 | 92–64  | 79–82   | 87–67 | —     | 89–77 | 82–61  | 87–77 | 77–65 | 83–66  | 80–75  | 74–57 | 76–71  | 75–84 | 81–75 | 70–67 | 72–62  | 79–86  | 75–66 | 70–71  |
| JuVi Cremona                | 68–79 | 90–101 | 85–75   | 88–79 | 70–79 | —     | 107–95 | 98–73 | 81–97 | 92–73  | 84–77  | 72–81 | 74–79  | 70–87 | 97–83 | 64–75 | 68–72  | 99–90  | 71–79 | 91–89  |
| Libertas Livorno 1947       | 85–60 | 83–66  | 56–78   | 73–76 | 66–71 | 79–62 | —      | 92–77 | 69–77 | 62–64  | 88–57  | 80–83 | 80–73  | 74–78 | 80–91 | 72–79 | 76–64  | 62–66  | 86–68 | 104–78 |
| Nardò Basket                | 76–83 | 89–80  | 68–74   | 72–99 | 82–77 | 72–97 | 82–71  | —     | 65–76 | 107–65 | 103–83 | 73–87 | 75–84  | 67–82 | 81–71 | 81–78 | 74–70  | 84–77  | 79–81 | 78–86  |
| New Basket Brindisi         | 89–81 | 72–77  | 78–74   | 76–77 | 73–69 | 89–86 | 80–75  | 63–76 | —     | 83–68  | 88–83  | 84–79 | 82–63  | 90–55 | 72–67 | 58–69 | 79–68  | 71–79  | 66–83 | 100–84 |
| Nuova Pall. Vigevano 1955   | 62–91 | 79–69  | 82–74   | 73–78 | 71–78 | 73–79 | 66–76  | 84–68 | 82–95 | —      | 71–75  | 89–85 | 76–78  | 72–87 | 69–78 | 94–90 | 73–71  | 100–84 | 66–80 | 82–93  |
| OrziBasket                  | 83–79 | 81–84  | 82–71   | 76–71 | 71–83 | 88–89 | 87–68  | 66–58 | 75–80 | 100–98 | —      | 77–76 | 57–61  | 81–98 | 91–73 | 72–64 | 87–81  | 65–75  | 79–86 | 103–98 |
| Pallacanestro Cantù         | 74–83 | 83–71  | 72–68   | 85–65 | 89–60 | 87–78 | 87–62  | 69–60 | 75–57 | 75–79  | 85–67  | —     | 77–81  | 84–74 | 70–77 | 81–76 | 87–68  | 78–77  | 81–51 | 85–78  |
| Pallacanestro Forlì 2.015   | 82–76 | 86–85  | 80–61   | 75–59 | 67–58 | 83–82 | 67–69  | 69–82 | 78–70 | 93–91  | 87–82  | 71–76 | —      | 78–73 | 64–65 | 92–86 | 88–82  | 79–82  | 94–74 | 71–50  |
| Rinascita Basket Rimini     | 85–71 | 80–78  | 80–85   | 80–77 | 74–66 | 88–76 | 82–77  | 84–86 | 91–78 | 87–71  | 61–88  | 76–80 | 81–73  | —     | 91–96 | 89–83 | 81–76  | 89–90  | 84–76 | 99–81  |
| Real Sebastiani Rieti       | 70–75 | 92–93  | 84–69   | 76–65 | 61–60 | 69–67 | 97–78  | 87–74 | 74–73 | 79–67  | 77–66  | 68–74 | 79–68  | 69–82 | —     | 58–60 | 80–72  | 90–71  | 56–66 | 86–80  |
| Scaligera Basket Verona     | 64–92 | 82–81  | 73–78   | 84–59 | 67–77 | 85–71 | 76–70  | 86–76 | 82–63 | 96–69  | 88–73  | 77–80 | 93–77  | 76–70 | 69–47 | —     | 78–70  | 82–72  | 71–77 | 81–85  |
| U.C.C. Piacenza             | 74–96 | 83–92  | 69–82   | 74–80 | 80–70 | 86–81 | 82–88  | 93–75 | 91–82 | 75–80  | 79–71  | 77–82 | 82–100 | 87–89 | 73–88 | 78–91 | —      | 75–80  | 98–86 | 74–77  |
| UEB Cividale                | 75–73 | 85–90  | 54–56   | 83–75 | 86–75 | 90–89 | 88–74  | 91–87 | 79–70 | 73–68  | 87–89  | 80–72 | 77–69  | 73–80 | 77–63 | 74–83 | 97–76  | —      | 95–96 | 97–86  |
| Urania Milano               | 72–89 | 76–85  | 72–73   | 84–81 | 94–78 | 83–79 | 84–94  | 85–62 | 74–63 | 63–70  | 63–88  | 63–57 | 80–82  | 98–91 | 66–71 | 74–58 | 86–73  | 81–79  | —     | 77–60  |
| Victoria Libertas Pesaro    | 82–84 | 82–77  | 103–96  | 78–60 | 82–61 | 92–81 | 85–69  | 84–70 | 86–79 | 67–80  | 67–65  | 90–67 | 84–71  | 76–82 | 78–85 | 63–73 | 118–86 | 91–77  | 97–70 | —      |

### Classifica in divenire
Aggiornata al 27 aprile 2025
|                             | 1ª | 2ª | 3ª | 4ª | 5ª | 6ª | 7ª | 8ª | 9ª | 10ª | 11ª | 12ª | 13ª | 14ª | 15ª | 16ª | 17ª | 18ª | 19ª | 20ª | 21ª | 22ª | 23ª | 24ª | 25ª | 26ª | 27ª | 28ª | 29ª | 30ª | 31ª | 32ª | 33ª | 34ª | 35ª | 36ª | 37ª | 38ª |
| --------------------------- | -- | -- | -- | -- | -- | -- | -- | -- | -- | --- | --- | --- | --- | --- | --- | --- | --- | --- | --- | --- | --- | --- | --- | --- | --- | --- | --- | --- | --- | --- | --- | --- | --- | --- | --- | --- | --- | --- |
| Amici Pallacanestro Udinese | 18 | 12 | 8  | 5  | 9  | 6  | 5  | 4  | 4  | 4   | 3   | 3   | 3   | 3   | 3   | 2   | 2   | 2   | 2   | 2   | 2   | 2   | 2   | 2   | 1   | 2   | 2   | 2   | 2   | 1   | 1   | 1   | 1   | 1   | 1   | 1   | 1   | 1   |
| Avellino Basket             | 1  | 11 | 14 | 13 | 8  | 9  | 12 | 14 | 14 | 11  | 12  | 13  | 12  | 12  | 9   | 8   | 8   | 9   | 9   | 7   | 9   | 8   | 9   | 7   | 10  | 9   | 8   | 9   | 10  | 11  | 11  | 11  | 10  | 11  | 12  | 10  | 11  | 10  |
| Basket Torino               | 19 | 14 | 13 | 14 | 13 | 14 | 14 | 13 | 13 | 14  | 11  | 10  | 11  | 11  | 12  | 12  | 13  | 13  | 14  | 13  | 12  | 12  | 12  | 13  | 14  | 13  | 13  | 13  | 13  | 13  | 13  | 13  | 13  | 12  | 10  | 12  | 8   | 12  |
| Benedetto XIV Cento         | 2  | 16 | 11 | 16 | 18 | 19 | 19 | 18 | 18 | 16  | 13  | 15  | 18  | 17  | 19  | 16  | 17  | 18  | 18  | 18  | 18  | 17  | 17  | 18  | 18  | 16  | 15  | 15  | 14  | 15  | 15  | 15  | 15  | 15  | 15  | 15  | 15  | 15  |
| Fortitudo Bologna           | 14 | 8  | 15 | 12 | 6  | 11 | 8  | 7  | 8  | 9   | 10  | 11  | 9   | 9   | 11  | 10  | 10  | 11  | 10  | 9   | 8   | 7   | 7   | 6   | 6   | 7   | 9   | 8   | 6   | 8   | 5   | 7   | 4   | 7   | 7   | 9   | 10  | 8   |
| JuVi Cremona                | 10 | 4  | 3  | 6  | 7  | 4  | 10 | 9  | 10 | 10  | 14  | 12  | 13  | 14  | 15  | 15  | 16  | 16  | 16  | 16  | 16  | 15  | 14  | 15  | 13  | 14  | 14  | 14  | 15  | 16  | 16  | 17  | 17  | 17  | 17  | 16  | 17  | 16  |
| Libertas Livorno 1947       | 12 | 18 | 16 | 18 | 15 | 17 | 16 | 16 | 16 | 19  | 15  | 16  | 16  | 18  | 16  | 18  | 15  | 15  | 15  | 15  | 15  | 18  | 18  | 14  | 15  | 17  | 16  | 16  | 17  | 19  | 17  | 16  | 16  | 16  | 16  | 17  | 16  | 17  |
| Nardò Basket                | 15 | 19 | 19 | 15 | 19 | 16 | 15 | 12 | 12 | 15  | 16  | 17  | 15  | 16  | 17  | 17  | 18  | 19  | 19  | 19  | 19  | 19  | 19  | 19  | 19  | 19  | 19  | 18  | 18  | 17  | 18  | 19  | 19  | 19  | 19  | 19  | 19  | 19  |
| New Basket Brindisi         | 11 | 17 | 18 | 17 | 17 | 18 | 18 | 20 | 20 | 18  | 18  | 19  | 14  | 13  | 13  | 13  | 14  | 14  | 13  | 14  | 14  | 13  | 13  | 12  | 12  | 12  | 12  | 12  | 12  | 12  | 12  | 12  | 12  | 13  | 13  | 13  | 13  | 13  |
| Nuova Pall. Vigevano 1955   | 20 | 5  | 17 | 19 | 14 | 12 | 13 | 17 | 17 | 13  | 17  | 14  | 17  | 19  | 18  | 19  | 19  | 17  | 17  | 17  | 17  | 16  | 16  | 17  | 17  | 18  | 18  | 19  | 19  | 18  | 19  | 18  | 18  | 18  | 18  | 18  | 18  | 18  |
| OrziBasket                  | 6  | 10 | 5  | 2  | 10 | 13 | 11 | 11 | 11 | 12  | 9   | 9   | 10  | 10  | 10  | 11  | 11  | 12  | 12  | 12  | 13  | 14  | 15  | 16  | 16  | 15  | 17  | 17  | 16  | 14  | 14  | 14  | 14  | 14  | 14  | 14  | 14  | 14  |
| Pallacanestro Cantù         | 16 | 13 | 6  | 3  | 2  | 1  | 1  | 3  | 3  | 3   | 4   | 4   | 4   | 4   | 4   | 3   | 3   | 3   | 3   | 3   | 3   | 3   | 3   | 4   | 5   | 6   | 5   | 4   | 3   | 3   | 3   | 3   | 3   | 3   | 3   | 3   | 3   | 3   |
| Pallacanestro Forlì 2.015   | 13 | 9  | 10 | 10 | 11 | 7  | 7  | 8  | 7  | 7   | 8   | 8   | 7   | 6   | 5   | 6   | 6   | 5   | 8   | 10  | 10  | 10  | 11  | 10  | 8   | 8   | 6   | 6   | 9   | 9   | 8   | 8   | 5   | 4   | 6   | 4   | 4   | 6   |
| Rinascita Basket Rimini     | 8  | 3  | 2  | 1  | 1  | 2  | 2  | 1  | 1  | 1   | 1   | 1   | 1   | 1   | 1   | 1   | 1   | 1   | 1   | 1   | 1   | 1   | 1   | 1   | 2   | 1   | 1   | 1   | 1   | 2   | 2   | 2   | 2   | 2   | 2   | 2   | 2   | 2   |
| Real Sebastiani Rieti       | 7  | 2  | 9  | 7  | 3  | 3  | 3  | 5  | 5  | 5   | 7   | 7   | 6   | 8   | 6   | 7   | 7   | 6   | 5   | 6   | 7   | 6   | 6   | 5   | 4   | 3   | 3   | 3   | 4   | 6   | 9   | 5   | 8   | 6   | 4   | 6   | 5   | 4   |
| Scaligera Basket Verona     | 9  | 7  | 12 | 9  | 12 | 10 | 9  | 10 | 9  | 8   | 6   | 6   | 8   | 7   | 8   | 9   | 9   | 8   | 7   | 8   | 6   | 9   | 8   | 9   | 9   | 11  | 11  | 11  | 8   | 4   | 6   | 9   | 7   | 10  | 8   | 5   | 7   | 9   |
| UEB Cividale                | 3  | 6  | 4  | 11 | 5  | 5  | 4  | 2  | 2  | 2   | 2   | 2   | 2   | 2   | 2   | 4   | 5   | 4   | 4   | 4   | 4   | 4   | 4   | 3   | 3   | 4   | 4   | 5   | 7   | 7   | 4   | 4   | 9   | 5   | 5   | 7   | 6   | 5   |
| U.C.C. Piacenza             | 17 | 20 | 20 | 20 | 20 | 20 | 20 | 19 | 19 | 20  | 20  | 20  | 20  | 20  | 20  | 20  | 20  | 20  | 20  | 20  | 20  | 20  | 20  | 20  | 20  | 20  | 20  | 20  | 20  | 20  | 20  | 20  | 20  | 20  | 20  | 20  | 20  | 20  |
| Urania Milano               | 4  | 1  | 1  | 4  | 4  | 8  | 6  | 6  | 6  | 6   | 5   | 5   | 5   | 5   | 7   | 5   | 4   | 7   | 6   | 5   | 5   | 5   | 5   | 8   | 7   | 5   | 10  | 10  | 11  | 10  | 7   | 6   | 6   | 8   | 11  | 8   | 9   | 7   |
| Victoria Libertas Pesaro    | 5  | 15 | 7  | 8  | 16 | 15 | 17 | 15 | 15 | 17  | 19  | 18  | 19  | 15  | 14  | 14  | 12  | 10  | 11  | 11  | 11  | 11  | 10  | 11  | 11  | 10  | 7   | 7   | 5   | 5   | 10  | 10  | 11  | 9   | 9   | 11  | 12  | 11  |

Legenda:
      Prima classificata
      Qualificate ai playoff promozione
      Qualificate ai play-in promozione
      Qualificate ai play-out
      Retrocesse in Serie B Nazionale

### Punteggi in divenire
Aggiornati al 27 aprile 2025
|                             | 1ª | 2ª | 3ª | 4ª | 5ª | 6ª | 7ª | 8ª | 9ª | 10ª | 11ª | 12ª | 13ª | 14ª | 15ª | 16ª | 17ª | 18ª | 19ª | 20ª | 21ª | 22ª | 23ª | 24ª | 25ª | 26ª | 27ª | 28ª | 29ª | 30ª | 31ª | 32ª | 33ª | 34ª | 35ª | 36ª | 37ª | 38ª |
| --------------------------- | -- | -- | -- | -- | -- | -- | -- | -- | -- | --- | --- | --- | --- | --- | --- | --- | --- | --- | --- | --- | --- | --- | --- | --- | --- | --- | --- | --- | --- | --- | --- | --- | --- | --- | --- | --- | --- | --- |
| Amici Pallacanestro Udinese | 0  | 2  | 4  | 6  | 6  | 8  | 10 | 12 | 14 | 14  | 16  | 18  | 20  | 22  | 22  | 24  | 26  | 28  | 28  | 30  | 32  | 34  | 34  | 36  | 38  | 38  | 40  | 42  | 44  | 46  | 48  | 48  | 50  | 52  | 54  | 56  | 58  | 60  |
| Avellino Basket             | 2  | 2  | 2  | 4  | 6  | 6  | 6  | 6  | 6  | 8   | 8   | 10  | 12  | 14  | 16  | 18  | 20  | 20  | 22  | 24  | 24  | 26  | 26  | 28  | 28  | 30  | 32  | 32  | 32  | 32  | 32  | 34  | 36  | 36  | 36  | 38  | 38  | 40  |
| Basket Torino               | 0  | 2  | 2  | 2  | 4  | 6  | 6  | 6  | 6  | 8   | 10  | 10  | 12  | 14  | 14  | 14  | 14  | 14  | 14  | 16  | 18  | 20  | 20  | 20  | 20  | 22  | 22  | 24  | 26  | 28  | 30  | 32  | 34  | 36  | 38  | 38  | 40  | 40  |
| Benedetto XIV Cento         | 2  | 2  | 2  | 2  | 2  | 2  | 2  | 4  | 4  | 6   | 8   | 8   | 8   | 8   | 8   | 10  | 10  | 10  | 10  | 10  | 12  | 14  | 16  | 16  | 16  | 18  | 20  | 20  | 22  | 22  | 24  | 24  | 26  | 26  | 26  | 28  | 28  | 30  |
| Fortitudo Bologna           | 0  | 0  | 2  | 4  | 6  | 6  | 8  | 10 | 10 | 10  | 10  | 10  | 12  | 14  | 14  | 16  | 18  | 18  | 20  | 22  | 24  | 26  | 28  | 30  | 32  | 32  | 32  | 32  | 34  | 36  | 38  | 38  | 40  | 40  | 40  | 40  | 40  | 42  |
| JuVi Cremona                | 2  | 4  | 6  | 6  | 6  | 8  | 8  | 8  | 8  | 8   | 8   | 10  | 10  | 10  | 10  | 12  | 12  | 14  | 14  | 14  | 14  | 16  | 18  | 18  | 20  | 20  | 20  | 20  | 20  | 20  | 22  | 22  | 22  | 22  | 24  | 26  | 26  | 26  |
| Libertas Livorno 1947       | 0  | 0  | 2  | 2  | 4  | 4  | 4  | 6  | 6  | 6   | 8   | 8   | 8   | 8   | 10  | 10  | 12  | 14  | 14  | 14  | 14  | 14  | 16  | 18  | 18  | 18  | 18  | 18  | 18  | 18  | 20  | 22  | 22  | 22  | 24  | 24  | 26  | 26  |
| Nardò Basket                | 0  | 0  | 0  | 2  | 2  | 4  | 6  | 8  | 8  | 8   | 8   | 8   | 10  | 10  | 10  | 10  | 10  | 10  | 10  | 10  | 12  | 12  | 12  | 14  | 14  | 14  | 14  | 16  | 16  | 18  | 18  | 18  | 18  | 20  | 20  | 20  | 22  | 24  |
| New Basket Brindisi         | 0  | 0  | 0  | 2  | 2  | 2  | 2  | 2  | 4  | 6   | 6   | 8   | 10  | 10  | 12  | 14  | 14  | 14  | 16  | 16  | 18  | 18  | 20  | 22  | 24  | 26  | 28  | 30  | 32  | 32  | 32  | 34  | 36  | 36  | 36  | 38  | 38  | 38  |
| Nuova Pall. Vigevano 1955   | 0  | 2  | 2  | 2  | 4  | 6  | 6  | 6  | 6  | 8   | 8   | 8   | 8   | 8   | 8   | 8   | 8   | 10  | 12  | 14  | 14  | 14  | 16  | 16  | 16  | 16  | 16  | 16  | 16  | 18  | 18  | 20  | 22  | 22  | 22  | 22  | 24  | 26  |
| OrziBasket                  | 2  | 4  | 4  | 6  | 6  | 6  | 8  | 8  | 8  | 8   | 10  | 12  | 12  | 14  | 14  | 16  | 18  | 18  | 18  | 18  | 18  | 18  | 18  | 18  | 18  | 18  | 18  | 18  | 20  | 22  | 24  | 26  | 26  | 28  | 30  | 32  | 32  | 32  |
| Pallacanestro Cantù         | 0  | 2  | 4  | 6  | 8  | 10 | 12 | 12 | 14 | 14  | 16  | 18  | 20  | 20  | 22  | 24  | 24  | 26  | 28  | 30  | 32  | 32  | 32  | 32  | 32  | 32  | 34  | 36  | 38  | 40  | 40  | 42  | 42  | 44  | 44  | 46  | 48  | 48  |
| Pallacanestro Forlì 2.015   | 0  | 2  | 4  | 4  | 6  | 8  | 8  | 8  | 10 | 12  | 12  | 12  | 14  | 16  | 18  | 18  | 20  | 22  | 22  | 22  | 22  | 24  | 24  | 26  | 28  | 30  | 32  | 34  | 34  | 34  | 36  | 38  | 40  | 42  | 42  | 44  | 46  | 46  |
| Rinascita Basket Rimini     | 2  | 4  | 6  | 8  | 10 | 10 | 12 | 14 | 16 | 18  | 20  | 22  | 24  | 26  | 28  | 28  | 28  | 28  | 30  | 32  | 34  | 34  | 36  | 36  | 36  | 38  | 40  | 42  | 44  | 44  | 44  | 44  | 46  | 48  | 50  | 50  | 52  | 52  |
| Real Sebastiani Rieti       | 2  | 4  | 4  | 6  | 8  | 10 | 12 | 12 | 14 | 14  | 14  | 14  | 16  | 16  | 18  | 18  | 20  | 22  | 24  | 24  | 24  | 26  | 28  | 30  | 32  | 34  | 36  | 36  | 36  | 36  | 36  | 38  | 38  | 40  | 42  | 42  | 44  | 46  |
| Scaligera Basket Verona     | 2  | 2  | 2  | 4  | 4  | 6  | 8  | 8  | 10 | 12  | 14  | 14  | 14  | 16  | 18  | 18  | 20  | 22  | 24  | 24  | 26  | 26  | 26  | 26  | 28  | 28  | 30  | 32  | 34  | 36  | 36  | 36  | 38  | 38  | 40  | 42  | 42  | 42  |
| U.C.C. Piacenza             | 0  | 0  | 0  | 0  | 0  | 0  | 0  | 2  | 4  | 4   | 4   | 4   | 4   | 4   | 6   | 6   | 6   | 6   | 6   | 6   | 6   | 6   | 6   | 8   | 8   | 10  | 10  | 12  | 12  | 12  | 12  | 12  | 12  | 12  | 14  | 14  | 14  | 14  |
| UEB Cividale                | 2  | 2  | 4  | 4  | 6  | 8  | 10 | 12 | 14 | 16  | 18  | 20  | 20  | 22  | 22  | 22  | 22  | 24  | 26  | 28  | 28  | 30  | 30  | 32  | 34  | 34  | 34  | 34  | 34  | 36  | 38  | 38  | 38  | 40  | 42  | 42  | 44  | 46  |
| Urania Milano               | 2  | 4  | 6  | 6  | 6  | 6  | 8  | 10 | 12 | 14  | 16  | 18  | 18  | 18  | 18  | 20  | 22  | 22  | 24  | 26  | 26  | 26  | 28  | 28  | 30  | 32  | 32  | 32  | 32  | 34  | 36  | 38  | 38  | 38  | 38  | 40  | 40  | 42  |
| Victoria Libertas Pesaro    | 2  | 2  | 4  | 4  | 4  | 4  | 4  | 6  | 6  | 6   | 6   | 8   | 8   | 10  | 12  | 14  | 16  | 18  | 18  | 20  | 22  | 24  | 26  | 26  | 28  | 30  | 32  | 34  | 36  | 36  | 36  | 36  | 36  | 38  | 38  | 38  | 38  | 40  |

Legenda:
Si assegnano due punti per vittoria e zero per sconfitta, non è contemplato il pareggio.
      Vittoria
      Sconfitta
      Annullata

### Calendario
Aggiornato al 27 aprile 2025

#### Girone di andata
|          | 1ª giornata                                           |       |
|          |                                                       |       |
| 29 sett. | Nardò Basket - Victoria Libertas Pesaro               | 78-86 |
| 29 sett. | Real Sebastiani Rieti - U.C.C. Piacenza               | 80-72 |
| 29 sett. | Basket Torino - Scaligera Basket Verona               | 88-96 |
| 29 sett. | OrziBasket - Pallacanestro Cantù                      | 77-76 |
| 28 sett. | UEB Cividale - Pallacanestro Forlì 2.015              | 77-69 |
| 29 sett. | Nuova Pall. Vigevano 1955 - JuVi Cremona              | 73-79 |
| 29 sett. | New Basket Brindisi - Avellino Basket                 | 72-77 |
| 29 sett. | Rinascita Basket Rimini - Amici Pallacanestro Udinese | 85-71 |
| 29 sett. | Benedetto XIV Cento - Libertas Livorno 1947           | 83-72 |
| 28 sett. | Urania Basket Milano - Fortitudo Bologna              | 94-78 |

|        | 2ª giornata                                          |       |
|        |                                                      |       |
| 2 ott. | Scaligera Basket Verona - Urania Basket Milano       | 71-77 |
| 2 ott. | Pallacanestro Forlì 2.015 - Benedetto XIV Cento      | 75-59 |
| 2 ott. | JuVi Cremona - UEB Cividale                          | 99-90 |
| 2 ott. | Victoria Libertas Pesaro - Nuova Pall. Vigevano 1955 | 67-80 |
| 2 ott. | U.C.C. Piacenza - Rinascita Basket Rimini            | 87-89 |
| 2 ott. | Libertas Livorno 1947 - Basket Torino                | 56-78 |
| 2 ott. | Amici Pallacanestro Udinese - Nardò Basket           | 95-67 |
| 2 ott. | Avellino Basket - Real Sebastiani Rieti              | 61-67 |
| 9 ott. | Pallacanestro Cantù - New Basket Brindisi            | 75-57 |
| 9 ott. | Fortitudo Bologna - OrziBasket                       | 80-75 |

|          | 1ª giornata                                           |       |
|          |                                                       |       |
| 29 sett. | Nardò Basket - Victoria Libertas Pesaro               | 78-86 |
| 29 sett. | Real Sebastiani Rieti - U.C.C. Piacenza               | 80-72 |
| 29 sett. | Basket Torino - Scaligera Basket Verona               | 88-96 |
| 29 sett. | OrziBasket - Pallacanestro Cantù                      | 77-76 |
| 28 sett. | UEB Cividale - Pallacanestro Forlì 2.015              | 77-69 |
| 29 sett. | Nuova Pall. Vigevano 1955 - JuVi Cremona              | 73-79 |
| 29 sett. | New Basket Brindisi - Avellino Basket                 | 72-77 |
| 29 sett. | Rinascita Basket Rimini - Amici Pallacanestro Udinese | 85-71 |
| 29 sett. | Benedetto XIV Cento - Libertas Livorno 1947           | 83-72 |
| 28 sett. | Urania Basket Milano - Fortitudo Bologna              | 94-78 |

|        | 2ª giornata                                          |       |
|        |                                                      |       |
| 2 ott. | Scaligera Basket Verona - Urania Basket Milano       | 71-77 |
| 2 ott. | Pallacanestro Forlì 2.015 - Benedetto XIV Cento      | 75-59 |
| 2 ott. | JuVi Cremona - UEB Cividale                          | 99-90 |
| 2 ott. | Victoria Libertas Pesaro - Nuova Pall. Vigevano 1955 | 67-80 |
| 2 ott. | U.C.C. Piacenza - Rinascita Basket Rimini            | 87-89 |
| 2 ott. | Libertas Livorno 1947 - Basket Torino                | 56-78 |
| 2 ott. | Amici Pallacanestro Udinese - Nardò Basket           | 95-67 |
| 2 ott. | Avellino Basket - Real Sebastiani Rieti              | 61-67 |
| 9 ott. | Pallacanestro Cantù - New Basket Brindisi            | 75-57 |
| 9 ott. | Fortitudo Bologna - OrziBasket                       | 80-75 |

|         | 3ª giornata                                         |       |
|         |                                                     |       |
| 06 ott. | Nuova Pall. Vigevano 1955 - Libertas Livorno 1947   | 66-76 |
| 06 ott. | Basket Torino - Amici Pallacanestro Udinese         | 58-84 |
| 06 ott. | Pallacanestro Forlì 2.015 - Scaligera Basket Verona | 92-86 |
| 06 ott. | Real Sebastiani Rieti - Pallacanestro Cantù         | 68-74 |
| 06 ott. | Victoria Libertas Pesaro - Avellino Basket          | 82-77 |
| 06 ott. | Benedetto XIV Cento - OrziBasket                    | 84-86 |
| 05 ott. | Urania Basket Milano - U.C.C. Piacenza              | 86-73 |
| 06 ott. | Nardò Basket - JuVi Cremona                         | 72-97 |
| 06 ott. | Rinascita Basket Rimini - Fortitudo Bologna         | 74-66 |
| 07 ott. | UEB Cividale - New Basket Brindisi                  | 79-70 |

|         | 4ª giornata                                       |       |
|         |                                                   |       |
| 11 ott. | Amici Pallacanestro Udinese - Benedetto XIV Cento | 87-69 |
| 12 ott. | Avellino Basket - Nuova Pall. Vigevano 1955       | 85-80 |
| 12 ott. | JuVi Cremona - Fortitudo Bologna                  | 70-79 |
| 12 ott. | Real Sebastiani Rieti - Victoria Libertas Pesaro  | 86-80 |
| 13 ott. | New Basket Brindisi - Pallacanestro Forlì 2.015   | 82-63 |
| 13 ott. | Rinascita Basket Rimini - Urania Basket Milano    | 84-76 |
| 13 ott. | Scaligera Basket Verona - UEB Cividale            | 82-72 |
| 13 ott. | Pallacanestro Cantù - Basket Torino               | 72-68 |
| 13 ott. | OrziBasket - U.C.C. Piacenza                      | 87-81 |
| 13 ott. | Nardò Basket - Libertas Livorno 1947              | 82-71 |

|         | 3ª giornata                                         |       |
|         |                                                     |       |
| 06 ott. | Nuova Pall. Vigevano 1955 - Libertas Livorno 1947   | 66-76 |
| 06 ott. | Basket Torino - Amici Pallacanestro Udinese         | 58-84 |
| 06 ott. | Pallacanestro Forlì 2.015 - Scaligera Basket Verona | 92-86 |
| 06 ott. | Real Sebastiani Rieti - Pallacanestro Cantù         | 68-74 |
| 06 ott. | Victoria Libertas Pesaro - Avellino Basket          | 82-77 |
| 06 ott. | Benedetto XIV Cento - OrziBasket                    | 84-86 |
| 05 ott. | Urania Basket Milano - U.C.C. Piacenza              | 86-73 |
| 06 ott. | Nardò Basket - JuVi Cremona                         | 72-97 |
| 06 ott. | Rinascita Basket Rimini - Fortitudo Bologna         | 74-66 |
| 07 ott. | UEB Cividale - New Basket Brindisi                  | 79-70 |

|         | 4ª giornata                                       |       |
|         |                                                   |       |
| 11 ott. | Amici Pallacanestro Udinese - Benedetto XIV Cento | 87-69 |
| 12 ott. | Avellino Basket - Nuova Pall. Vigevano 1955       | 85-80 |
| 12 ott. | JuVi Cremona - Fortitudo Bologna                  | 70-79 |
| 12 ott. | Real Sebastiani Rieti - Victoria Libertas Pesaro  | 86-80 |
| 13 ott. | New Basket Brindisi - Pallacanestro Forlì 2.015   | 82-63 |
| 13 ott. | Rinascita Basket Rimini - Urania Basket Milano    | 84-76 |
| 13 ott. | Scaligera Basket Verona - UEB Cividale            | 82-72 |
| 13 ott. | Pallacanestro Cantù - Basket Torino               | 72-68 |
| 13 ott. | OrziBasket - U.C.C. Piacenza                      | 87-81 |
| 13 ott. | Nardò Basket - Libertas Livorno 1947              | 82-71 |

|         | 5ª giornata                                          |       |
|         |                                                      |       |
| 16 ott. | Urania Basket Milano - Real Sebastiani Rieti         | 66-71 |
| 16 ott. | Nuova Pall. Vigevano 1955 - Nardò Basket             | 84-68 |
| 16 ott. | Scaligera Basket Verona - Pallacanestro Cantù        | 77-80 |
| 16 ott. | OrziBasket - Rinascita Basket Rimini                 | 81-98 |
| 16 ott. | Pallacanestro Forlì 2.015 - Victoria Libertas Pesaro | 71-50 |
| 16 ott. | Fortitudo Bologna - Benedetto XIV Cento              | 87-67 |
| 16 ott. | Basket Torino - New Basket Brindisi                  | 82-61 |
| 16 ott. | Libertas Livorno 1947 - JuVi Cremona                 | 79-62 |
| 16 ott. | U.C.C. Piacenza - Avellino Basket                    | 83-92 |
| 16 ott. | UEB Cividale - Amici Pallacanestro Udinese           | 75-73 |

|         | 6ª giornata                                        |       |
|         |                                                    |       |
| 20 ott. | Avellino Basket - Pallacanestro Forlì 2.015        | 64-73 |
| 20 ott. | Rinascita Basket Rimini - UEB Cividale             | 89-90 |
| 20 ott. | Benedetto XIV Cento - Basket Torino                | 67-74 |
| 20 ott. | JuVi Cremona - OrziBasket                          | 84-77 |
| 20 ott. | Amici Pallacanestro Udinese - Urania Basket Milano | 75-74 |
| 20 ott. | Libertas Livorno 1947 - Pallacanestro Cantù        | 80-83 |
| 20 ott. | Victoria Libertas Pesaro - Scaligera Basket Verona | 63-73 |
| 20 ott. | Nardò Basket - Fortitudo Bologna                   | 82-77 |
| 20 ott. | Real Sebastiani Rieti - New Basket Brindisi        | 74-73 |
| 20 ott. | Nuova Pall. Vigevano 1955 - U.C.C. Piacenza        | 73-71 |

|         | 5ª giornata                                          |       |
|         |                                                      |       |
| 16 ott. | Urania Basket Milano - Real Sebastiani Rieti         | 66-71 |
| 16 ott. | Nuova Pall. Vigevano 1955 - Nardò Basket             | 84-68 |
| 16 ott. | Scaligera Basket Verona - Pallacanestro Cantù        | 77-80 |
| 16 ott. | OrziBasket - Rinascita Basket Rimini                 | 81-98 |
| 16 ott. | Pallacanestro Forlì 2.015 - Victoria Libertas Pesaro | 71-50 |
| 16 ott. | Fortitudo Bologna - Benedetto XIV Cento              | 87-67 |
| 16 ott. | Basket Torino - New Basket Brindisi                  | 82-61 |
| 16 ott. | Libertas Livorno 1947 - JuVi Cremona                 | 79-62 |
| 16 ott. | U.C.C. Piacenza - Avellino Basket                    | 83-92 |
| 16 ott. | UEB Cividale - Amici Pallacanestro Udinese           | 75-73 |

|         | 6ª giornata                                        |       |
|         |                                                    |       |
| 20 ott. | Avellino Basket - Pallacanestro Forlì 2.015        | 64-73 |
| 20 ott. | Rinascita Basket Rimini - UEB Cividale             | 89-90 |
| 20 ott. | Benedetto XIV Cento - Basket Torino                | 67-74 |
| 20 ott. | JuVi Cremona - OrziBasket                          | 84-77 |
| 20 ott. | Amici Pallacanestro Udinese - Urania Basket Milano | 75-74 |
| 20 ott. | Libertas Livorno 1947 - Pallacanestro Cantù        | 80-83 |
| 20 ott. | Victoria Libertas Pesaro - Scaligera Basket Verona | 63-73 |
| 20 ott. | Nardò Basket - Fortitudo Bologna                   | 82-77 |
| 20 ott. | Real Sebastiani Rieti - New Basket Brindisi        | 74-73 |
| 20 ott. | Nuova Pall. Vigevano 1955 - U.C.C. Piacenza        | 73-71 |

|         | 7ª giornata                                         |       |
|         |                                                     |       |
| 27 ott. | OrziBasket - Basket Torino                          | 82-71 |
| 27 ott. | Rinascita Basket Rimini - Pallacanestro Forlì 2.015 | 81-73 |
| 27 ott. | Scaligera Basket Verona - JuVi Cremona              | 85-71 |
| 26 ott. | UEB Cividale - Nuova Pall. Vigevano 1955            | 73-68 |
| 27 ott. | New Basket Brindisi - Nardò Basket                  | 63-76 |
| 27 ott. | Fortitudo Bologna - Avellino Basket                 | 92-64 |
| 26 ott. | Urania Basket Milano - Victoria Libertas Pesaro     | 77-60 |
| 27 ott. | Pallacanestro Cantù - Benedetto XIV Cento           | 85-65 |
| 27 ott. | Real Sebastiani Rieti - Libertas Livorno 1947       | 97-78 |
| 26 ott. | U.C.C. Piacenza - Amici Pallacanestro Udinese       | 74-96 |

|        | 8ª giornata                                       |       |
|        |                                                   |       |
| 3 nov. | Victoria Libertas Pesaro - OrziBasket             | 67-65 |
| 3 nov. | Nuova Pall. Vigevano 1955 - Urania Basket Milano  | 66-80 |
| 3 nov. | Pallacanestro Forlì 2.015 - Libertas Livorno 1947 | 67-69 |
| 3 nov. | Avellino Basket - Amici Pallacanestro Udinese     | 63-76 |
| 3 nov. | UEB Cividale - Pallacanestro Cantù                | 80-72 |
| 3 nov. | Fortitudo Bologna - Scaligera Basket Verona       | 70-67 |
| 3 nov. | Benedetto XIV Cento - New Basket Brindisi         | 70-66 |
| 3 nov. | Basket Torino - Rinascita Basket Rimini           | 68-80 |
| 3 nov. | Nardò Basket - Real Sebastiani Rieti              | 81-71 |
| 3 nov. | JuVi Cremona - U.C.C. Piacenza                    | 68-72 |

|         | 7ª giornata                                         |       |
|         |                                                     |       |
| 27 ott. | OrziBasket - Basket Torino                          | 82-71 |
| 27 ott. | Rinascita Basket Rimini - Pallacanestro Forlì 2.015 | 81-73 |
| 27 ott. | Scaligera Basket Verona - JuVi Cremona              | 85-71 |
| 26 ott. | UEB Cividale - Nuova Pall. Vigevano 1955            | 73-68 |
| 27 ott. | New Basket Brindisi - Nardò Basket                  | 63-76 |
| 27 ott. | Fortitudo Bologna - Avellino Basket                 | 92-64 |
| 26 ott. | Urania Basket Milano - Victoria Libertas Pesaro     | 77-60 |
| 27 ott. | Pallacanestro Cantù - Benedetto XIV Cento           | 85-65 |
| 27 ott. | Real Sebastiani Rieti - Libertas Livorno 1947       | 97-78 |
| 26 ott. | U.C.C. Piacenza - Amici Pallacanestro Udinese       | 74-96 |

|        | 8ª giornata                                       |       |
|        |                                                   |       |
| 3 nov. | Victoria Libertas Pesaro - OrziBasket             | 67-65 |
| 3 nov. | Nuova Pall. Vigevano 1955 - Urania Basket Milano  | 66-80 |
| 3 nov. | Pallacanestro Forlì 2.015 - Libertas Livorno 1947 | 67-69 |
| 3 nov. | Avellino Basket - Amici Pallacanestro Udinese     | 63-76 |
| 3 nov. | UEB Cividale - Pallacanestro Cantù                | 80-72 |
| 3 nov. | Fortitudo Bologna - Scaligera Basket Verona       | 70-67 |
| 3 nov. | Benedetto XIV Cento - New Basket Brindisi         | 70-66 |
| 3 nov. | Basket Torino - Rinascita Basket Rimini           | 68-80 |
| 3 nov. | Nardò Basket - Real Sebastiani Rieti              | 81-71 |
| 3 nov. | JuVi Cremona - U.C.C. Piacenza                    | 68-72 |

|        | 9ª giornata                                            |       |
|        |                                                        |       |
| 6 nov. | U.C.C. Piacenza - Nardò Basket                         | 93-75 |
| 6 nov. | Real Sebastiani Rieti - Fortitudo Bologna              | 61-60 |
| 6 nov. | Libertas Livorno 1947 - UEB Cividale                   | 62-66 |
| 6 nov. | JuVi Cremona - New Basket Brindisi                     | 81-97 |
| 6 nov. | Pallacanestro Cantù - Avellino Basket                  | 83-71 |
| 6 nov. | Amici Pallacanestro Udinese - Victoria Libertas Pesaro | 83-72 |
| 6 nov. | Basket Torino - Pallacanestro Forlì 2.015              | 67-92 |
| 6 nov. | Rinascita Basket Rimini - Benedetto XIV Cento          | 80-77 |
| 6 nov. | Scaligera Basket Verona - Nuova Pall. Vigevano 1955    | 96-69 |
| 6 nov. | OrziBasket - Urania Basket Milano                      | 79-86 |

|         | 10ª giornata                                       |       |
|         |                                                    |       |
| 10 nov. | Avellino Basket - Libertas Livorno 1947            | 84-68 |
| 10 nov. | Pallacanestro Forlì 2.015 - OrziBasket             | 87-82 |
| 10 nov. | Benedetto XIV Cento - U.C.C. Piacenza              | 67-53 |
| 10 nov. | New Basket Brindisi - Amici Pallacanestro Udinese  | 89-81 |
| 10 nov. | Fortitudo Bologna - Basket Torino                  | 79-82 |
| 10 nov. | Urania Basket Milano - JuVi Cremona                | 83-79 |
| 10 nov. | Victoria Libertas Pesaro - Rinascita Basket Rimini | 76-82 |
| 10 nov. | Scaligera Basket Verona - Nardò Basket             | 86-76 |
| 10 nov. | Nuova Pall. Vigevano 1955 - Pallacanestro Cantù    | 89-85 |
| 09 nov. | UEB Cividale - Real Sebastiani Rieti               | 77-63 |

|        | 9ª giornata                                            |       |
|        |                                                        |       |
| 6 nov. | U.C.C. Piacenza - Nardò Basket                         | 93-75 |
| 6 nov. | Real Sebastiani Rieti - Fortitudo Bologna              | 61-60 |
| 6 nov. | Libertas Livorno 1947 - UEB Cividale                   | 62-66 |
| 6 nov. | JuVi Cremona - New Basket Brindisi                     | 81-97 |
| 6 nov. | Pallacanestro Cantù - Avellino Basket                  | 83-71 |
| 6 nov. | Amici Pallacanestro Udinese - Victoria Libertas Pesaro | 83-72 |
| 6 nov. | Basket Torino - Pallacanestro Forlì 2.015              | 67-92 |
| 6 nov. | Rinascita Basket Rimini - Benedetto XIV Cento          | 80-77 |
| 6 nov. | Scaligera Basket Verona - Nuova Pall. Vigevano 1955    | 96-69 |
| 6 nov. | OrziBasket - Urania Basket Milano                      | 79-86 |

|         | 10ª giornata                                       |       |
|         |                                                    |       |
| 10 nov. | Avellino Basket - Libertas Livorno 1947            | 84-68 |
| 10 nov. | Pallacanestro Forlì 2.015 - OrziBasket             | 87-82 |
| 10 nov. | Benedetto XIV Cento - U.C.C. Piacenza              | 67-53 |
| 10 nov. | New Basket Brindisi - Amici Pallacanestro Udinese  | 89-81 |
| 10 nov. | Fortitudo Bologna - Basket Torino                  | 79-82 |
| 10 nov. | Urania Basket Milano - JuVi Cremona                | 83-79 |
| 10 nov. | Victoria Libertas Pesaro - Rinascita Basket Rimini | 76-82 |
| 10 nov. | Scaligera Basket Verona - Nardò Basket             | 86-76 |
| 10 nov. | Nuova Pall. Vigevano 1955 - Pallacanestro Cantù    | 89-85 |
| 09 nov. | UEB Cividale - Real Sebastiani Rieti               | 77-63 |

|        | 11ª giornata                                            |        |
|        |                                                         |        |
| 13 nov | Libertas Livorno 1947 - Victoria Libertas Pesaro        | 104-78 |
| 13 nov | Amici Pallacanestro Udinese - Pallacanestro Forlì 2.015 | 84-75  |
| 13 nov | Benedetto XIV Cento - JuVi Cremona                      | 88-87  |
| 13 nov | U.C.C. Piacenza - UEB Cividale                          | 75-80  |
| 13 nov | Pallacanestro Cantù - Fortitudo Bologna                 | 89-60  |
| 13 nov | Urania Basket Milano - New Basket Brindisi              | 74-63  |
| 13 nov | Rinascita Basket Rimini - Avellino Basket               | 80-78  |
| 13 nov | Nardò Basket - Basket Torino                            | 68-75  |
| 13 nov | Real Sebastiani Rieti - Scaligera Basket Verona         | 58-60  |
| 13 nov | OrziBasket - Nuova Pall. Vigevano 1955                  | 100-98 |

|         | 12ª giornata                                            |       |
|         |                                                         |       |
| 16 nov. | UEB Cividale - Fortitudo Bologna                        | 86-75 |
| 17 nov. | OrziBasket - Scaligera Basket Verona                    | 72-64 |
| 17 nov. | Pallacanestro Forlì 2.015 - Pallacanestro Cantù         | 71-76 |
| 17 nov. | Amici Pallacanestro Udinese - Nuova Pall. Vigevano 1955 | 93-87 |
| 17 nov. | Libertas Livorno 1947 - Rinascita Basket Rimini         | 74-78 |
| 17 nov. | Victoria Libertas Pesaro - Benedetto XIV Cento          | 78-60 |
| 17 nov. | New Basket Brindisi - U.C.C. Piacenza                   | 79-68 |
| 17 nov. | JuVi Cremona - Real Sebastiani Rieti                    | 97-83 |
| 17 nov. | Basket Torino - Urania Basket Milano                    | 71-81 |
| 17 nov. | Avellino Basket - Nardò Basket                          | 92-74 |

|        | 11ª giornata                                            |        |
|        |                                                         |        |
| 13 nov | Libertas Livorno 1947 - Victoria Libertas Pesaro        | 104-78 |
| 13 nov | Amici Pallacanestro Udinese - Pallacanestro Forlì 2.015 | 84-75  |
| 13 nov | Benedetto XIV Cento - JuVi Cremona                      | 88-87  |
| 13 nov | U.C.C. Piacenza - UEB Cividale                          | 75-80  |
| 13 nov | Pallacanestro Cantù - Fortitudo Bologna                 | 89-60  |
| 13 nov | Urania Basket Milano - New Basket Brindisi              | 74-63  |
| 13 nov | Rinascita Basket Rimini - Avellino Basket               | 80-78  |
| 13 nov | Nardò Basket - Basket Torino                            | 68-75  |
| 13 nov | Real Sebastiani Rieti - Scaligera Basket Verona         | 58-60  |
| 13 nov | OrziBasket - Nuova Pall. Vigevano 1955                  | 100-98 |

|         | 12ª giornata                                            |       |
|         |                                                         |       |
| 16 nov. | UEB Cividale - Fortitudo Bologna                        | 86-75 |
| 17 nov. | OrziBasket - Scaligera Basket Verona                    | 72-64 |
| 17 nov. | Pallacanestro Forlì 2.015 - Pallacanestro Cantù         | 71-76 |
| 17 nov. | Amici Pallacanestro Udinese - Nuova Pall. Vigevano 1955 | 93-87 |
| 17 nov. | Libertas Livorno 1947 - Rinascita Basket Rimini         | 74-78 |
| 17 nov. | Victoria Libertas Pesaro - Benedetto XIV Cento          | 78-60 |
| 17 nov. | New Basket Brindisi - U.C.C. Piacenza                   | 79-68 |
| 17 nov. | JuVi Cremona - Real Sebastiani Rieti                    | 97-83 |
| 17 nov. | Basket Torino - Urania Basket Milano                    | 71-81 |
| 17 nov. | Avellino Basket - Nardò Basket                          | 92-74 |

|         | 13ª giornata                                          |        |
|         |                                                       |        |
| 22 nov  | Scaligera Basket Verona - Amici Pallacanestro Udinese | 64-92  |
| 23 nov. | Urania Basket Milano - Pallacanestro Forlì 2.015      | 80-82  |
| 24 nov. | New Basket Brindisi - Victoria Libertas Pesaro        | 100-84 |
| 24 nov. | Fortitudo Bologna - Libertas Livorno 1947             | 82-61  |
| 24 nov. | Real Sebastiani Rieti - OrziBasket                    | 77-66  |
| 27 nov. | U.C.C. Piacenza - Basket Torino                       | 69-82  |
| 11 dic. | Nuova Pall. Vigevano 1955 - Rinascita Basket Rimini   | 72-87  |
| 11 dic. | Nardò Basket - UEB Cividale                           | 84-77  |
| 11 dic. | Pallacanestro Cantù - JuVi Cremona                    | 87-78  |
| 11 dic. | Benedetto XIV Cento - Avellino Basket                 | 68-73  |

|        | 14ª giornata                                    |       |
|        |                                                 |       |
| 1 dic. | Benedetto XIV Cento - UEB Cividale              | 62-79 |
| 1 dic. | Basket Torino - Real Sebastiani Rieti           | 74-69 |
| 1 dic. | Libertas Livorno 1947 - Scaligera Basket Verona | 72-79 |
| 1 dic. | Amici Pallacanestro Udinese - JuVi Cremona      | 98-67 |
| 1 dic. | OrziBasket - Nardò Basket                       | 66-58 |
| 1 dic. | Nuova Pall. Vigevano 1955 - Fortitudo Bologna   | 71-78 |
| 1 dic. | Pallacanestro Forlì 2.015 - U.C.C. Piacenza     | 88-82 |
| 1 dic. | Victoria Libertas Pesaro - Pallacanestro Cantù  | 90-67 |
| 1 dic. | Rinascita Basket Rimini - New Basket Brindisi   | 91-78 |
| 1 dic. | Avellino Basket - Urania Basket Milano          | 83-81 |

|         | 13ª giornata                                          |        |
|         |                                                       |        |
| 22 nov  | Scaligera Basket Verona - Amici Pallacanestro Udinese | 64-92  |
| 23 nov. | Urania Basket Milano - Pallacanestro Forlì 2.015      | 80-82  |
| 24 nov. | New Basket Brindisi - Victoria Libertas Pesaro        | 100-84 |
| 24 nov. | Fortitudo Bologna - Libertas Livorno 1947             | 82-61  |
| 24 nov. | Real Sebastiani Rieti - OrziBasket                    | 77-66  |
| 27 nov. | U.C.C. Piacenza - Basket Torino                       | 69-82  |
| 11 dic. | Nuova Pall. Vigevano 1955 - Rinascita Basket Rimini   | 72-87  |
| 11 dic. | Nardò Basket - UEB Cividale                           | 84-77  |
| 11 dic. | Pallacanestro Cantù - JuVi Cremona                    | 87-78  |
| 11 dic. | Benedetto XIV Cento - Avellino Basket                 | 68-73  |

|        | 14ª giornata                                    |       |
|        |                                                 |       |
| 1 dic. | Benedetto XIV Cento - UEB Cividale              | 62-79 |
| 1 dic. | Basket Torino - Real Sebastiani Rieti           | 74-69 |
| 1 dic. | Libertas Livorno 1947 - Scaligera Basket Verona | 72-79 |
| 1 dic. | Amici Pallacanestro Udinese - JuVi Cremona      | 98-67 |
| 1 dic. | OrziBasket - Nardò Basket                       | 66-58 |
| 1 dic. | Nuova Pall. Vigevano 1955 - Fortitudo Bologna   | 71-78 |
| 1 dic. | Pallacanestro Forlì 2.015 - U.C.C. Piacenza     | 88-82 |
| 1 dic. | Victoria Libertas Pesaro - Pallacanestro Cantù  | 90-67 |
| 1 dic. | Rinascita Basket Rimini - New Basket Brindisi   | 91-78 |
| 1 dic. | Avellino Basket - Urania Basket Milano          | 83-81 |

|         | 15ª giornata                                        |        |
|         |                                                     |        |
| 08 dic. | Scaligera Basket Verona - Benedetto XIV Cento       | 84-59  |
| 07 dic. | UEB Cividale - Avellino Basket                      | 85-90  |
| 08 dic. | Libertas Livorno 1947 - Amici Pallacanestro Udinese | 85-60  |
| 08 dic. | Pallacanestro Cantù - Urania Basket Milano          | 81-51  |
| 08 dic. | JuVi Cremona - Pallacanestro Forlì 2.015            | 74-79  |
| 08 dic. | Victoria Libertas Pesaro - Basket Torino            | 103-96 |
| 08 dic. | Nardò Basket - Rinascita Basket Rimini              | 67-82  |
| 08 dic. | Real Sebastiani Rieti - Nuova Pall. Vigevano 1955   | 79-67  |
| 07 dic. | U.C.C. Piacenza - Fortitudo Bologna                 | 80-70  |
| 08 dic. | New Basket Brindisi - OrziBasket                    | 88-83  |

|         | 16ª giornata                                        |       |
|         |                                                     |       |
| 15 dic. | Benedetto XIV Cento - Nardò Basket                  | 82-76 |
| 15 dic. | Amici Pallacanestro Udinese - Real Sebastiani Rieti | 85-81 |
| 14 dic. | Urania Basket Milano - UEB Cividale                 | 81-79 |
| 15 dic. | Nuova Pall. Vigevano 1955 - New Basket Brindisi     | 82-95 |
| 15 dic. | Avellino Basket - Scaligera Basket Verona           | 77-70 |
| 15 dic. | Rinascita Basket Rimini - Pallacanestro Cantù       | 76-80 |
| 14 dic. | U.C.C. Piacenza - Victoria Libertas Pesaro          | 74-77 |
| 15 dic. | OrziBasket - Libertas Livorno 1947                  | 87-68 |
| 15 dic. | Fortitudo Bologna - Pallacanestro Forlì 2.015       | 76-71 |
| 15 dic. | JuVi Cremona - Basket Torino                        | 85-75 |

|         | 15ª giornata                                        |        |
|         |                                                     |        |
| 08 dic. | Scaligera Basket Verona - Benedetto XIV Cento       | 84-59  |
| 07 dic. | UEB Cividale - Avellino Basket                      | 85-90  |
| 08 dic. | Libertas Livorno 1947 - Amici Pallacanestro Udinese | 85-60  |
| 08 dic. | Pallacanestro Cantù - Urania Basket Milano          | 81-51  |
| 08 dic. | JuVi Cremona - Pallacanestro Forlì 2.015            | 74-79  |
| 08 dic. | Victoria Libertas Pesaro - Basket Torino            | 103-96 |
| 08 dic. | Nardò Basket - Rinascita Basket Rimini              | 67-82  |
| 08 dic. | Real Sebastiani Rieti - Nuova Pall. Vigevano 1955   | 79-67  |
| 07 dic. | U.C.C. Piacenza - Fortitudo Bologna                 | 80-70  |
| 08 dic. | New Basket Brindisi - OrziBasket                    | 88-83  |

|         | 16ª giornata                                        |       |
|         |                                                     |       |
| 15 dic. | Benedetto XIV Cento - Nardò Basket                  | 82-76 |
| 15 dic. | Amici Pallacanestro Udinese - Real Sebastiani Rieti | 85-81 |
| 14 dic. | Urania Basket Milano - UEB Cividale                 | 81-79 |
| 15 dic. | Nuova Pall. Vigevano 1955 - New Basket Brindisi     | 82-95 |
| 15 dic. | Avellino Basket - Scaligera Basket Verona           | 77-70 |
| 15 dic. | Rinascita Basket Rimini - Pallacanestro Cantù       | 76-80 |
| 14 dic. | U.C.C. Piacenza - Victoria Libertas Pesaro          | 74-77 |
| 15 dic. | OrziBasket - Libertas Livorno 1947                  | 87-68 |
| 15 dic. | Fortitudo Bologna - Pallacanestro Forlì 2.015       | 76-71 |
| 15 dic. | JuVi Cremona - Basket Torino                        | 85-75 |

|         | 17ª giornata                                          |       |
|         |                                                       |       |
| 21 dic. | Urania Basket Milano - Nardò Basket                   | 85-62 |
| 22 dic. | Real Sebastiani Rieti - Benedetto XIV Cento           | 76-65 |
| 22 dic. | Scaligera Basket Verona - Rinascita Basket Rimini     | 76-70 |
| 22 dic. | Pallacanestro Cantù - Amici Pallacanestro Udinese     | 74-83 |
| 22 dic. | Pallacanestro Forlì 2.015 - Nuova Pall. Vigevano 1955 | 93-91 |
| 21 dic. | UEB Cividale - OrziBasket                             | 87-89 |
| 22 dic. | Victoria Libertas Pesaro - JuVi Cremona               | 92-81 |
| 22 dic. | Basket Torino - Avellino Basket                       | 88-89 |
| 22 dic. | Libertas Livorno 1947 - U.C.C. Piacenza               | 76-64 |
| 22 dic. | Fortitudo Bologna - New Basket Brindisi               | 77-65 |

|         | 18ª giornata                                    |       |
|         |                                                 |       |
| 29 dic. | Benedetto XIV Cento - Nuova Pall. Vigevano 1955 | 64-79 |
| 29 dic. | Basket Torino - UEB Cividale                    | 65-74 |
| 28 dic. | U.C.C. Piacenza - Pallacanestro Cantù           | 77-82 |
| 29 dic. | Rinascita Basket Rimini - Real Sebastiani Rieti | 91-96 |
| 29 dic. | Amici Pallacanestro Udinese - OrziBasket        | 82-65 |
| 29 dic. | Nardò Basket - Pallacanestro Forlì 2.015        | 75-84 |
| 29 dic. | Victoria Libertas Pesaro - Fortitudo Bologna    | 82-61 |
| 29 dic. | New Basket Brindisi - Scaligera Basket Verona   | 58-69 |
| 29 dic. | Libertas Livorno 1947 - Urania Basket Milano    | 86-68 |
| 29 dic. | Avellino Basket - JuVi Cremona                  | 75-79 |

|         | 17ª giornata                                          |       |
|         |                                                       |       |
| 21 dic. | Urania Basket Milano - Nardò Basket                   | 85-62 |
| 22 dic. | Real Sebastiani Rieti - Benedetto XIV Cento           | 76-65 |
| 22 dic. | Scaligera Basket Verona - Rinascita Basket Rimini     | 76-70 |
| 22 dic. | Pallacanestro Cantù - Amici Pallacanestro Udinese     | 74-83 |
| 22 dic. | Pallacanestro Forlì 2.015 - Nuova Pall. Vigevano 1955 | 93-91 |
| 21 dic. | UEB Cividale - OrziBasket                             | 87-89 |
| 22 dic. | Victoria Libertas Pesaro - JuVi Cremona               | 92-81 |
| 22 dic. | Basket Torino - Avellino Basket                       | 88-89 |
| 22 dic. | Libertas Livorno 1947 - U.C.C. Piacenza               | 76-64 |
| 22 dic. | Fortitudo Bologna - New Basket Brindisi               | 77-65 |

|         | 18ª giornata                                    |       |
|         |                                                 |       |
| 29 dic. | Benedetto XIV Cento - Nuova Pall. Vigevano 1955 | 64-79 |
| 29 dic. | Basket Torino - UEB Cividale                    | 65-74 |
| 28 dic. | U.C.C. Piacenza - Pallacanestro Cantù           | 77-82 |
| 29 dic. | Rinascita Basket Rimini - Real Sebastiani Rieti | 91-96 |
| 29 dic. | Amici Pallacanestro Udinese - OrziBasket        | 82-65 |
| 29 dic. | Nardò Basket - Pallacanestro Forlì 2.015        | 75-84 |
| 29 dic. | Victoria Libertas Pesaro - Fortitudo Bologna    | 82-61 |
| 29 dic. | New Basket Brindisi - Scaligera Basket Verona   | 58-69 |
| 29 dic. | Libertas Livorno 1947 - Urania Basket Milano    | 86-68 |
| 29 dic. | Avellino Basket - JuVi Cremona                  | 75-79 |

| \| \| 19ª giornata \| \| \| \| \| \| \| 5 gen. \| Pallacanestro Forlì 2.015 - Real Sebastiani Rieti \| 64-65 \| \| 5 gen. \| OrziBasket - Avellino Basket \| 81-84 \| \| 5 gen. \| Nuova Pall. Vigevano 1955 - Basket Torino \| 82-74 \| \| 5 gen. \| Scaligera Basket Verona - U.C.C. Piacenza \| 78-70 \| \| 5 gen. \| New Basket Brindisi - Libertas Livorno 1947 \| 80-75 \| \| 5 gen. \| Pallacanestro Cantù - Nardò Basket \| 69-60 \| \| 5 gen. \| Urania Basket Milano - Benedetto XIV Cento \| 84-81 \| \| 5 gen. \| JuVi Cremona - Rinascita Basket Rimini \| 70-87 \| \| 5 gen. \| UEB Cividale - Victoria Libertas Pesaro \| 97-86 \| \| 5 gen. \| Fortitudo Bologna - Amici Pallacanestro Udinese \| 87-81 \| |                                                   |       |
| | 19ª giornata                                      |       |
| |                                                   |       |
| 5 gen. | Pallacanestro Forlì 2.015 - Real Sebastiani Rieti | 64-65 |
| 5 gen. | OrziBasket - Avellino Basket                      | 81-84 |
| 5 gen. | Nuova Pall. Vigevano 1955 - Basket Torino         | 82-74 |
| 5 gen. | Scaligera Basket Verona - U.C.C. Piacenza         | 78-70 |
| 5 gen. | New Basket Brindisi - Libertas Livorno 1947       | 80-75 |
| 5 gen. | Pallacanestro Cantù - Nardò Basket                | 69-60 |
| 5 gen. | Urania Basket Milano - Benedetto XIV Cento        | 84-81 |
| 5 gen. | JuVi Cremona - Rinascita Basket Rimini            | 70-87 |
| 5 gen. | UEB Cividale - Victoria Libertas Pesaro           | 97-86 |
| 5 gen. | Fortitudo Bologna - Amici Pallacanestro Udinese   | 87-81 |

|        | 19ª giornata                                      |       |
|        |                                                   |       |
| 5 gen. | Pallacanestro Forlì 2.015 - Real Sebastiani Rieti | 64-65 |
| 5 gen. | OrziBasket - Avellino Basket                      | 81-84 |
| 5 gen. | Nuova Pall. Vigevano 1955 - Basket Torino         | 82-74 |
| 5 gen. | Scaligera Basket Verona - U.C.C. Piacenza         | 78-70 |
| 5 gen. | New Basket Brindisi - Libertas Livorno 1947       | 80-75 |
| 5 gen. | Pallacanestro Cantù - Nardò Basket                | 69-60 |
| 5 gen. | Urania Basket Milano - Benedetto XIV Cento        | 84-81 |
| 5 gen. | JuVi Cremona - Rinascita Basket Rimini            | 70-87 |
| 5 gen. | UEB Cividale - Victoria Libertas Pesaro           | 97-86 |
| 5 gen. | Fortitudo Bologna - Amici Pallacanestro Udinese   | 87-81 |

#### Girone di ritorno
|         | 20ª giornata                                          |       |
|         |                                                       |       |
| 12 gen. | Pallacanestro Cantù - OrziBasket                      | 85-67 |
| 12 gen. | Real Sebastiani Rieti - Urania Basket Milano          | 56-66 |
| 12 gen. | Victoria Libertas Pesaro - New Basket Brindisi        | 86-79 |
| 12 gen. | Avellino Basket - U.C.C. Piacenza                     | 83-72 |
| 12 gen. | Pallacanestro Forlì 2.015 - UEB Cividale              | 79-82 |
| 12 gen. | Fortitudo Bologna - JuVi Cremona                      | 89-77 |
| 12 gen. | Benedetto XIV Cento - Rinascita Basket Rimini         | 59-74 |
| 12 gen. | Amici Pallacanestro Udinese - Scaligera Basket Verona | 86-70 |
| 12 gen. | Basket Torino - Nardò Basket                          | 81-48 |
| 12 gen. | Libertas Livorno 1947 - Nuova Pall. Vigevano 1955     | 62-64 |

|         | 21ª giornata                                         |       |
|         |                                                      |       |
| 15 gen. | Scaligera Basket Verona - Pallacanestro Forlì 2.015  | 93-77 |
| 15 gen. | Rinascita Basket Rimini - Libertas Livorno 1947      | 82-77 |
| 15 gen. | U.C.C. Piacenza - Benedetto XIV Cento                | 74-80 |
| 15 gen. | Urania Basket Milano - Basket Torino                 | 72-73 |
| 15 gen. | Nardò Basket - Avellino Basket                       | 89-80 |
| 15 gen. | Amici Pallacanestro Udinese - UEB Cividale           | 76-66 |
| 15 gen. | OrziBasket - Fortitudo Bologna                       | 71-83 |
| 15 gen. | JuVi Cremona - Pallacanestro Cantù                   | 72-81 |
| 15 gen. | New Basket Brindisi - Real Sebastiani Rieti          | 72-67 |
| 15 gen. | Nuova Pall. Vigevano 1955 - Victoria Libertas Pesaro | 82-93 |

|         | 20ª giornata                                          |       |
|         |                                                       |       |
| 12 gen. | Pallacanestro Cantù - OrziBasket                      | 85-67 |
| 12 gen. | Real Sebastiani Rieti - Urania Basket Milano          | 56-66 |
| 12 gen. | Victoria Libertas Pesaro - New Basket Brindisi        | 86-79 |
| 12 gen. | Avellino Basket - U.C.C. Piacenza                     | 83-72 |
| 12 gen. | Pallacanestro Forlì 2.015 - UEB Cividale              | 79-82 |
| 12 gen. | Fortitudo Bologna - JuVi Cremona                      | 89-77 |
| 12 gen. | Benedetto XIV Cento - Rinascita Basket Rimini         | 59-74 |
| 12 gen. | Amici Pallacanestro Udinese - Scaligera Basket Verona | 86-70 |
| 12 gen. | Basket Torino - Nardò Basket                          | 81-48 |
| 12 gen. | Libertas Livorno 1947 - Nuova Pall. Vigevano 1955     | 62-64 |

|         | 21ª giornata                                         |       |
|         |                                                      |       |
| 15 gen. | Scaligera Basket Verona - Pallacanestro Forlì 2.015  | 93-77 |
| 15 gen. | Rinascita Basket Rimini - Libertas Livorno 1947      | 82-77 |
| 15 gen. | U.C.C. Piacenza - Benedetto XIV Cento                | 74-80 |
| 15 gen. | Urania Basket Milano - Basket Torino                 | 72-73 |
| 15 gen. | Nardò Basket - Avellino Basket                       | 89-80 |
| 15 gen. | Amici Pallacanestro Udinese - UEB Cividale           | 76-66 |
| 15 gen. | OrziBasket - Fortitudo Bologna                       | 71-83 |
| 15 gen. | JuVi Cremona - Pallacanestro Cantù                   | 72-81 |
| 15 gen. | New Basket Brindisi - Real Sebastiani Rieti          | 72-67 |
| 15 gen. | Nuova Pall. Vigevano 1955 - Victoria Libertas Pesaro | 82-93 |

|         | 22ª giornata                                        |       |
|         |                                                     |       |
| 19 gen. | JuVi Cremona - Nuova Pall. Vigevano 1955            | 92-73 |
| 19 gen. | Pallacanestro Forlì 2.015 - Rinascita Basket Rimini | 78-73 |
| 19 gen. | Avellino Basket - New Basket Brindisi               | 77-73 |
| 19 gen. | Fortitudo Bologna - U.C.C. Piacenza                 | 72-62 |
| 19 gen. | Nardò Basket - Amici Pallacanestro Udinese          | 76-83 |
| 19 gen. | Victoria Libertas Pesaro - Urania Basket Milano     | 97-70 |
| 18 gen. | UEB Cividale - Libertas Livorno 1947                | 88-74 |
| 19 gen. | Pallacanestro Cantù - Real Sebastiani Rieti         | 70-77 |
| 19 gen. | Benedetto XIV Cento - Scaligera Basket Verona       | 83-76 |
| 19 gen. | Basket Torino - OrziBasket                          | 96-69 |

|         | 23ª giornata                                      |       |
|         |                                                   |       |
| 25 gen. | Urania Basket Milano - Pallacanestro Cantù        | 63-57 |
| 26 gen. | Nuova Pall. Vigevano 1955 - Avellino Basket       | 79-69 |
| 26 gen. | OrziBasket - JuVi Cremona                         | 88-89 |
| 26 gen. | Real Sebastiani Rieti - UEB Cividale              | 90-71 |
| 26 gen. | Amici Pallacanestro Udinese - New Basket Brindisi | 79-90 |
| 26 gen. | Scaligera Basket Verona - Fortitudo Bologna       | 67-77 |
| 26 gen. | Basket Torino - Benedetto XIV Cento               | 71-88 |
| 26 gen. | Victoria Libertas Pesaro - Nardò Basket           | 84-70 |
| 26 gen. | Rinascita Basket Rimini - U.C.C. Piacenza         | 81-76 |
| 26 gen. | Libertas Livorno 1947 - Pallacanestro Forlì 2.015 | 80-73 |

|         | 22ª giornata                                        |       |
|         |                                                     |       |
| 19 gen. | JuVi Cremona - Nuova Pall. Vigevano 1955            | 92-73 |
| 19 gen. | Pallacanestro Forlì 2.015 - Rinascita Basket Rimini | 78-73 |
| 19 gen. | Avellino Basket - New Basket Brindisi               | 77-73 |
| 19 gen. | Fortitudo Bologna - U.C.C. Piacenza                 | 72-62 |
| 19 gen. | Nardò Basket - Amici Pallacanestro Udinese          | 76-83 |
| 19 gen. | Victoria Libertas Pesaro - Urania Basket Milano     | 97-70 |
| 18 gen. | UEB Cividale - Libertas Livorno 1947                | 88-74 |
| 19 gen. | Pallacanestro Cantù - Real Sebastiani Rieti         | 70-77 |
| 19 gen. | Benedetto XIV Cento - Scaligera Basket Verona       | 83-76 |
| 19 gen. | Basket Torino - OrziBasket                          | 96-69 |

|         | 23ª giornata                                      |       |
|         |                                                   |       |
| 25 gen. | Urania Basket Milano - Pallacanestro Cantù        | 63-57 |
| 26 gen. | Nuova Pall. Vigevano 1955 - Avellino Basket       | 79-69 |
| 26 gen. | OrziBasket - JuVi Cremona                         | 88-89 |
| 26 gen. | Real Sebastiani Rieti - UEB Cividale              | 90-71 |
| 26 gen. | Amici Pallacanestro Udinese - New Basket Brindisi | 79-90 |
| 26 gen. | Scaligera Basket Verona - Fortitudo Bologna       | 67-77 |
| 26 gen. | Basket Torino - Benedetto XIV Cento               | 71-88 |
| 26 gen. | Victoria Libertas Pesaro - Nardò Basket           | 84-70 |
| 26 gen. | Rinascita Basket Rimini - U.C.C. Piacenza         | 81-76 |
| 26 gen. | Libertas Livorno 1947 - Pallacanestro Forlì 2.015 | 80-73 |

|         | 24ª giornata                                            |       |
|         |                                                         |       |
| 29 gen. | UEB Cividale - JuVi Cremona                             | 90-89 |
| 29 gen. | Nuova Pall. Vigevano 1955 - Amici Pallacanestro Udinese | 62-91 |
| 29 gen. | New Basket Brindisi - Rinascita Basket Rimini           | 90-55 |
| 29 gen. | Fortitudo Bologna - Pallacanestro Cantù                 | 74-57 |
| 29 gen. | Benedetto XIV Cento - Real Sebastiani Rieti             | 81-84 |
| 29 gen. | Libertas Livorno 1947 - OrziBasket                      | 88-57 |
| 29 gen. | U.C.C. Piacenza - Urania Basket Milano                  | 98-86 |
| 29 gen. | Avellino Basket - Victoria Libertas Pesaro              | 82-80 |
| 29 gen. | Pallacanestro Forlì 2.015 - Basket Torino               | 80-61 |
| 29 gen. | Nardò Basket - Scaligera Basket Verona                  | 81-78 |

|        | 25ª giornata                                    |        |
|        |                                                 |        |
| 2 feb. | Scaligera Basket Verona - Libertas Livorno 1947 | 76-70  |
| 2 feb. | OrziBasket - New Basket Brindisi                | 75-80  |
| 2 feb. | Real Sebastiani Rieti - Basket Torino           | 84-69  |
| 1 feb. | Urania Basket Milano - Rinascita Basket Rimini  | 98-91  |
| 1 feb. | UEB Cividale - Nardò Basket                     | 91-87  |
| 2 feb. | JuVi Cremona - Benedetto XIV Cento              | 88-79  |
| 2 feb. | Victoria Libertas Pesaro - U.C.C. Piacenza      | 118-86 |
| 2 feb. | Pallacanestro Cantù - Pallacanestro Forlì 2.015 | 77-81  |
| 2 feb. | Amici Pallacanestro Udinese - Avellino Basket   | 100-91 |
| 2 feb. | Fortitudo Bologna - Nuova Pall. Vigevano 1955   | 83-66  |

|         | 24ª giornata                                            |       |
|         |                                                         |       |
| 29 gen. | UEB Cividale - JuVi Cremona                             | 90-89 |
| 29 gen. | Nuova Pall. Vigevano 1955 - Amici Pallacanestro Udinese | 62-91 |
| 29 gen. | New Basket Brindisi - Rinascita Basket Rimini           | 90-55 |
| 29 gen. | Fortitudo Bologna - Pallacanestro Cantù                 | 74-57 |
| 29 gen. | Benedetto XIV Cento - Real Sebastiani Rieti             | 81-84 |
| 29 gen. | Libertas Livorno 1947 - OrziBasket                      | 88-57 |
| 29 gen. | U.C.C. Piacenza - Urania Basket Milano                  | 98-86 |
| 29 gen. | Avellino Basket - Victoria Libertas Pesaro              | 82-80 |
| 29 gen. | Pallacanestro Forlì 2.015 - Basket Torino               | 80-61 |
| 29 gen. | Nardò Basket - Scaligera Basket Verona                  | 81-78 |

|        | 25ª giornata                                    |        |
|        |                                                 |        |
| 2 feb. | Scaligera Basket Verona - Libertas Livorno 1947 | 76-70  |
| 2 feb. | OrziBasket - New Basket Brindisi                | 75-80  |
| 2 feb. | Real Sebastiani Rieti - Basket Torino           | 84-69  |
| 1 feb. | Urania Basket Milano - Rinascita Basket Rimini  | 98-91  |
| 1 feb. | UEB Cividale - Nardò Basket                     | 91-87  |
| 2 feb. | JuVi Cremona - Benedetto XIV Cento              | 88-79  |
| 2 feb. | Victoria Libertas Pesaro - U.C.C. Piacenza      | 118-86 |
| 2 feb. | Pallacanestro Cantù - Pallacanestro Forlì 2.015 | 77-81  |
| 2 feb. | Amici Pallacanestro Udinese - Avellino Basket   | 100-91 |
| 2 feb. | Fortitudo Bologna - Nuova Pall. Vigevano 1955   | 83-66  |

|        | 26ª giornata                                            |       |
|        |                                                         |       |
| 9 feb. | Benedetto XIV Cento - Pallacanestro Cantù               | 77-72 |
| 9 feb. | Victoria Libertas Pesaro - UEB Cividale                 | 91-77 |
| 9 feb. | New Basket Brindisi - Fortitudo Bologna                 | 73-69 |
| 9 feb. | Basket Torino - Nuova Pall. Vigevano 1955               | 73-62 |
| 9 feb. | Pallacanestro Forlì 2.015 - Amici Pallacanestro Udinese | 82-76 |
| 8 feb. | U.C.C. Piacenza -JuVi Cremona                           | 86-81 |
| 9 feb. | Avellino Basket - OrziBasket                            | 89-78 |
| 9 feb. | Libertas Livorno 1947 - Real Sebastiani Rieti           | 80-91 |
| 9 feb. | Nardò Basket - Urania Basket Milano                     | 79-81 |
| 9 feb. | Rinascita Basket Rimini - Scaligera Basket Verona       | 89-83 |

|         | 27ª giornata                                        |       |
|         |                                                     |       |
| 16 feb. | OrziBasket - Pallacanestro Forlì 2.015              | 57-61 |
| 16 feb. | Pallacanestro Cantù - U.C.C. Piacenza               | 87-68 |
| 16 feb. | New Basket Brindisi - Basket Torino                 | 78-74 |
| 16 feb. | JuVi Cremona - Scaligera Basket Verona              | 64-75 |
| 15 feb. | UEB Cividale - Rinascita Basket Rimini              | 73-80 |
| 15 feb. | Urania Basket Milano - Avellino Basket              | 76-85 |
| 16 feb. | Real Sebastiani Rieti - Nardò Basket                | 87-74 |
| 16 feb. | Nuova Pall. Vigevano 1955 - Benedetto XIV Cento     | 73-78 |
| 16 feb. | Fortitudo Bologna - Victoria Libertas Pesaro        | 70-71 |
| 16 feb. | Amici Pallacanestro Udinese - Libertas Livorno 1947 | 82-74 |

|        | 26ª giornata                                            |       |
|        |                                                         |       |
| 9 feb. | Benedetto XIV Cento - Pallacanestro Cantù               | 77-72 |
| 9 feb. | Victoria Libertas Pesaro - UEB Cividale                 | 91-77 |
| 9 feb. | New Basket Brindisi - Fortitudo Bologna                 | 73-69 |
| 9 feb. | Basket Torino - Nuova Pall. Vigevano 1955               | 73-62 |
| 9 feb. | Pallacanestro Forlì 2.015 - Amici Pallacanestro Udinese | 82-76 |
| 8 feb. | U.C.C. Piacenza -JuVi Cremona                           | 86-81 |
| 9 feb. | Avellino Basket - OrziBasket                            | 89-78 |
| 9 feb. | Libertas Livorno 1947 - Real Sebastiani Rieti           | 80-91 |
| 9 feb. | Nardò Basket - Urania Basket Milano                     | 79-81 |
| 9 feb. | Rinascita Basket Rimini - Scaligera Basket Verona       | 89-83 |

|         | 27ª giornata                                        |       |
|         |                                                     |       |
| 16 feb. | OrziBasket - Pallacanestro Forlì 2.015              | 57-61 |
| 16 feb. | Pallacanestro Cantù - U.C.C. Piacenza               | 87-68 |
| 16 feb. | New Basket Brindisi - Basket Torino                 | 78-74 |
| 16 feb. | JuVi Cremona - Scaligera Basket Verona              | 64-75 |
| 15 feb. | UEB Cividale - Rinascita Basket Rimini              | 73-80 |
| 15 feb. | Urania Basket Milano - Avellino Basket              | 76-85 |
| 16 feb. | Real Sebastiani Rieti - Nardò Basket                | 87-74 |
| 16 feb. | Nuova Pall. Vigevano 1955 - Benedetto XIV Cento     | 73-78 |
| 16 feb. | Fortitudo Bologna - Victoria Libertas Pesaro        | 70-71 |
| 16 feb. | Amici Pallacanestro Udinese - Libertas Livorno 1947 | 82-74 |

|         | 28ª giornata                                       |        |
|         |                                                    |        |
| 19 feb. | Scaligera Basket Verona - Real Sebastiani Rieti    | 69-47  |
| 19 feb. | Basket Torino - Fortitudo Bologna                  | 82-64  |
| 19 feb. | Libertas Livorno 1947 - New Basket Brindisi        | 69-77  |
| 19 feb. | Benedetto XIV Cento - Victoria Libertas Pesaro     | 76-97  |
| 19 feb. | Pallacanestro Cantù - UEB Cividale                 | 78-77  |
| 15 mar. | Nardò Basket - Nuova Pall. Vigevano 1955           | 107-65 |
| 26 mar. | Pallacanestro Forlì 2.015 - Avellino Basket        | 86-85  |
| 2 apr.  | Urania Basket Milano - Amici Pallacanestro Udinese | 72-89  |
| 3 apr.  | Rinascita Basket Rimini - JuVi Cremona             | 88-76  |
| 14 mar. | U.C.C. Piacenza - OrziBasket                       | 79-71  |

|         | 29ª giornata                                         |       |
|         |                                                      |       |
| 23 feb. | Basket Torino - Libertas Livorno 1947                | 84-70 |
| 23 feb. | Amici Pallacanestro Udinese - U.C.C. Piacenza        | 90-73 |
| 14 mar. | New Basket Brindisi - JuVi Cremona                   | 89-86 |
| 26 mar. | Real Sebastiani Rieti - Rinascita Basket Rimini      | 69-82 |
| 15 mar. | Victoria Libertas Pesaro - Pallacanestro Forlì 2.015 | 84-71 |
| 15 mar. | Avellino Basket - Benedetto XIV Cento                | 78-79 |
| 19 mar. | Fortitudo Bologna - Urania Basket Milano             | 75-66 |
| 19 mar. | UEB Cividale - Scaligera Basket Verona               | 74-83 |
| 19 mar. | Nuova Pall. Vigevano 1955 - OrziBasket               | 71-75 |
| 2 apr.  | Nardò Basket - Pallacanestro Cantù                   | 73-87 |

|         | 28ª giornata                                       |        |
|         |                                                    |        |
| 19 feb. | Scaligera Basket Verona - Real Sebastiani Rieti    | 69-47  |
| 19 feb. | Basket Torino - Fortitudo Bologna                  | 82-64  |
| 19 feb. | Libertas Livorno 1947 - New Basket Brindisi        | 69-77  |
| 19 feb. | Benedetto XIV Cento - Victoria Libertas Pesaro     | 76-97  |
| 19 feb. | Pallacanestro Cantù - UEB Cividale                 | 78-77  |
| 15 mar. | Nardò Basket - Nuova Pall. Vigevano 1955           | 107-65 |
| 26 mar. | Pallacanestro Forlì 2.015 - Avellino Basket        | 86-85  |
| 2 apr.  | Urania Basket Milano - Amici Pallacanestro Udinese | 72-89  |
| 3 apr.  | Rinascita Basket Rimini - JuVi Cremona             | 88-76  |
| 14 mar. | U.C.C. Piacenza - OrziBasket                       | 79-71  |

|         | 29ª giornata                                         |       |
|         |                                                      |       |
| 23 feb. | Basket Torino - Libertas Livorno 1947                | 84-70 |
| 23 feb. | Amici Pallacanestro Udinese - U.C.C. Piacenza        | 90-73 |
| 14 mar. | New Basket Brindisi - JuVi Cremona                   | 89-86 |
| 26 mar. | Real Sebastiani Rieti - Rinascita Basket Rimini      | 69-82 |
| 15 mar. | Victoria Libertas Pesaro - Pallacanestro Forlì 2.015 | 84-71 |
| 15 mar. | Avellino Basket - Benedetto XIV Cento                | 78-79 |
| 19 mar. | Fortitudo Bologna - Urania Basket Milano             | 75-66 |
| 19 mar. | UEB Cividale - Scaligera Basket Verona               | 74-83 |
| 19 mar. | Nuova Pall. Vigevano 1955 - OrziBasket               | 71-75 |
| 2 apr.  | Nardò Basket - Pallacanestro Cantù                   | 73-87 |

|         | 30ª giornata                                        |        |
|         |                                                     |        |
| 26 feb. | Real Sebastiani Rieti - Amici Pallacanestro Udinese | 70-75  |
| 26 feb. | Pallacanestro Cantù - Libertas Livorno 1947         | 87-62  |
| 26 feb. | OrziBasket - Victoria Libertas Pesaro               | 103-98 |
| 26 feb. | Scaligera Basket Verona - New Basket Brindisi       | 82-63  |
| 26 feb. | JuVi Cremona - Urania Basket Milano                 | 71-79  |
| 26 feb. | Benedetto XIV Cento - Fortitudo Bologna             | 72-78  |
| 26 feb. | Rinascita Basket Rimini - Basket Torino             | 80-85  |
| 26 feb. | Avellino Basket - UEB Cividale                      | 81-85  |
| 26 feb. | U.C.C. Piacenza - Nuova Pall. Vigevano 1955         | 75-80  |
| 26 feb. | Pallacanestro Forlì 2.015 - Nardò Basket            | 69-82  |

|        | 31ª giornata                                          |       |
|        |                                                       |       |
| 2 mar. | Amici Pallacanestro Udinese - Pallacanestro Cantù     | 89-85 |
| 2 mar. | Fortitudo Bologna - Real Sebastiani Rieti             | 81-75 |
| 2 mar. | New Basket Brindisi - Benedetto XIV Cento             | 76-77 |
| 1 mar. | UEB Cividale - U.C.C. Piacenza                        | 97-76 |
| 2 mar. | Libertas Livorno 1947 - Avellino Basket               | 83-66 |
| 2 mar. | Rinascita Basket Rimini - OrziBasket                  | 61-88 |
| 1 mar. | Urania Basket Milano - Scaligera Basket Verona        | 74-58 |
| 2 mar. | JuVi Cremona - Nardò Basket                           | 98-73 |
| 2 mar. | Nuova Pall. Vigevano 1955 - Pallacanestro Forlì 2.015 | 76-78 |
| 2 mar. | Basket Torino - Victoria Libertas Pesaro              | 85-69 |

|         | 30ª giornata                                        |        |
|         |                                                     |        |
| 26 feb. | Real Sebastiani Rieti - Amici Pallacanestro Udinese | 70-75  |
| 26 feb. | Pallacanestro Cantù - Libertas Livorno 1947         | 87-62  |
| 26 feb. | OrziBasket - Victoria Libertas Pesaro               | 103-98 |
| 26 feb. | Scaligera Basket Verona - New Basket Brindisi       | 82-63  |
| 26 feb. | JuVi Cremona - Urania Basket Milano                 | 71-79  |
| 26 feb. | Benedetto XIV Cento - Fortitudo Bologna             | 72-78  |
| 26 feb. | Rinascita Basket Rimini - Basket Torino             | 80-85  |
| 26 feb. | Avellino Basket - UEB Cividale                      | 81-85  |
| 26 feb. | U.C.C. Piacenza - Nuova Pall. Vigevano 1955         | 75-80  |
| 26 feb. | Pallacanestro Forlì 2.015 - Nardò Basket            | 69-82  |

|        | 31ª giornata                                          |       |
|        |                                                       |       |
| 2 mar. | Amici Pallacanestro Udinese - Pallacanestro Cantù     | 89-85 |
| 2 mar. | Fortitudo Bologna - Real Sebastiani Rieti             | 81-75 |
| 2 mar. | New Basket Brindisi - Benedetto XIV Cento             | 76-77 |
| 1 mar. | UEB Cividale - U.C.C. Piacenza                        | 97-76 |
| 2 mar. | Libertas Livorno 1947 - Avellino Basket               | 83-66 |
| 2 mar. | Rinascita Basket Rimini - OrziBasket                  | 61-88 |
| 1 mar. | Urania Basket Milano - Scaligera Basket Verona        | 74-58 |
| 2 mar. | JuVi Cremona - Nardò Basket                           | 98-73 |
| 2 mar. | Nuova Pall. Vigevano 1955 - Pallacanestro Forlì 2.015 | 76-78 |
| 2 mar. | Basket Torino - Victoria Libertas Pesaro              | 85-69 |

|        | 32ª giornata                                     |        |
|        |                                                  |        |
| 9 mar. | Pallacanestro Forlì 2.015 - JuVi Cremona         | 83-82  |
| 9 mar. | Avellino Basket - Fortitudo Bologna              | 79-73  |
| 9 mar. | Nardò Basket - New Basket Brindisi               | 65-76  |
| 9 mar. | Victoria Libertas Pesaro - Real Sebastiani Rieti | 78-85  |
| 9 mar. | OrziBasket - Amici Pallacanestro Udinese         | 83-79  |
| 9 mar. | Benedetto XIV Cento - Urania Basket Milano       | 65-71  |
| 8 mar. | U.C.C. Piacenza - Libertas Livorno 1947          | 82-88  |
| 9 mar. | Scaligera Basket Verona - Basket Torino          | 73-78  |
| 9 mar. | Pallacanestro Cantù - Rinascita Basket Rimini    | 84-74  |
| 9 mar. | Nuova Pall. Vigevano 1955 - UEB Cividale         | 100-84 |

|         | 33ª giornata                                       |        |
|         |                                                    |        |
| 23 mar. | JuVi Cremona - Amici Pallacanestro Udinese         | 68-79  |
| 23 mar. | Real Sebastiani Rieti - Avellino Basket            | 92-93  |
| 22 mar. | U.C.C. Piacenza - Pallacanestro Forlì 2.015        | 82-100 |
| 22 mar. | UEB Cividale - Basket Torino                       | 54-56  |
| 23 mar. | Fortitudo Bologna - Nardò Basket                   | 87-77  |
| 22 mar. | Urania Basket Milano - Nuova Pall. Vigevano 1955   | 63-70  |
| 23 mar. | Scaligera Basket Verona - OrziBasket               | 88-73  |
| 23 mar. | New Basket Brindisi - Pallacanestro Cantù          | 84-79  |
| 23 mar. | Rinascita Basket Rimini - Victoria Libertas Pesaro | 99-81  |
| 23 mar. | Libertas Livorno 1947 - Benedetto XIV Cento        | 73-76  |

|        | 32ª giornata                                     |        |
|        |                                                  |        |
| 9 mar. | Pallacanestro Forlì 2.015 - JuVi Cremona         | 83-82  |
| 9 mar. | Avellino Basket - Fortitudo Bologna              | 79-73  |
| 9 mar. | Nardò Basket - New Basket Brindisi               | 65-76  |
| 9 mar. | Victoria Libertas Pesaro - Real Sebastiani Rieti | 78-85  |
| 9 mar. | OrziBasket - Amici Pallacanestro Udinese         | 83-79  |
| 9 mar. | Benedetto XIV Cento - Urania Basket Milano       | 65-71  |
| 8 mar. | U.C.C. Piacenza - Libertas Livorno 1947          | 82-88  |
| 9 mar. | Scaligera Basket Verona - Basket Torino          | 73-78  |
| 9 mar. | Pallacanestro Cantù - Rinascita Basket Rimini    | 84-74  |
| 9 mar. | Nuova Pall. Vigevano 1955 - UEB Cividale         | 100-84 |

|         | 33ª giornata                                       |        |
|         |                                                    |        |
| 23 mar. | JuVi Cremona - Amici Pallacanestro Udinese         | 68-79  |
| 23 mar. | Real Sebastiani Rieti - Avellino Basket            | 92-93  |
| 22 mar. | U.C.C. Piacenza - Pallacanestro Forlì 2.015        | 82-100 |
| 22 mar. | UEB Cividale - Basket Torino                       | 54-56  |
| 23 mar. | Fortitudo Bologna - Nardò Basket                   | 87-77  |
| 22 mar. | Urania Basket Milano - Nuova Pall. Vigevano 1955   | 63-70  |
| 23 mar. | Scaligera Basket Verona - OrziBasket               | 88-73  |
| 23 mar. | New Basket Brindisi - Pallacanestro Cantù          | 84-79  |
| 23 mar. | Rinascita Basket Rimini - Victoria Libertas Pesaro | 99-81  |
| 23 mar. | Libertas Livorno 1947 - Benedetto XIV Cento        | 73-76  |

|         | 34ª giornata                                      |       |
|         |                                                   |       |
| 30 mar. | Nardò Basket - U.C.C. Piacenza                    | 74-70 |
| 30 mar. | OrziBasket - Benedetto XIV Cento                  | 76-71 |
| 30 mar. | Victoria Libertas Pesaro - Libertas Livorno 1947  | 85-69 |
| 30 mar. | Avellino Basket - Rinascita Basket Rimini         | 70-88 |
| 30 mar. | Basket Torino - JuVi Cremona                      | 88-84 |
| 30 mar. | New Basket Brindisi - UEB Cividale                | 71-79 |
| 30 mar. | Amici Pallacanestro Udinese - Fortitudo Bologna   | 81-72 |
| 30 mar. | Pallacanestro Cantù - Scaligera Basket Verona     | 81-76 |
| 30 mar. | Nuova Pall. Vigevano 1955 - Real Sebastiani Rieti | 69-78 |
| 30 mar. | Pallacanestro Forlì 2.015 - Urania Basket Milano  | 94-74 |

|        | 35ª giornata                                        |       |
|        |                                                     |       |
| 6 apr. | Benedetto XIV Cento - Amici Pallacanestro Udinese   | 69-72 |
| 6 apr. | Basket Torino -Pallacanestro Cantù                  | 85-70 |
| 6 apr. | Libertas Livorno 1947 - Nardò Basket                | 92-77 |
| 5 apr. | U.C.C. Piacenza - New Basket Brindisi               | 91-82 |
| 5 apr. | Urania Basket Milano - OrziBasket                   | 63-88 |
| 6 apr. | Real Sebastiani Rieti - Pallacanestro Forlì 2.015   | 79-68 |
| 6 apr. | Fortitudo Bologna - UEB Cividale                    | 79-86 |
| 6 apr. | JuVi Cremona - Victoria Libertas Pesaro             | 91-89 |
| 6 apr. | Rinascita Basket Rimini - Nuova Pall. Vigevano 1955 | 87-71 |
| 6 apr. | Scaligera Basket Verona - Avellino Basket           | 82-81 |

|         | 34ª giornata                                      |       |
|         |                                                   |       |
| 30 mar. | Nardò Basket - U.C.C. Piacenza                    | 74-70 |
| 30 mar. | OrziBasket - Benedetto XIV Cento                  | 76-71 |
| 30 mar. | Victoria Libertas Pesaro - Libertas Livorno 1947  | 85-69 |
| 30 mar. | Avellino Basket - Rinascita Basket Rimini         | 70-88 |
| 30 mar. | Basket Torino - JuVi Cremona                      | 88-84 |
| 30 mar. | New Basket Brindisi - UEB Cividale                | 71-79 |
| 30 mar. | Amici Pallacanestro Udinese - Fortitudo Bologna   | 81-72 |
| 30 mar. | Pallacanestro Cantù - Scaligera Basket Verona     | 81-76 |
| 30 mar. | Nuova Pall. Vigevano 1955 - Real Sebastiani Rieti | 69-78 |
| 30 mar. | Pallacanestro Forlì 2.015 - Urania Basket Milano  | 94-74 |

|        | 35ª giornata                                        |       |
|        |                                                     |       |
| 6 apr. | Benedetto XIV Cento - Amici Pallacanestro Udinese   | 69-72 |
| 6 apr. | Basket Torino -Pallacanestro Cantù                  | 85-70 |
| 6 apr. | Libertas Livorno 1947 - Nardò Basket                | 92-77 |
| 5 apr. | U.C.C. Piacenza - New Basket Brindisi               | 91-82 |
| 5 apr. | Urania Basket Milano - OrziBasket                   | 63-88 |
| 6 apr. | Real Sebastiani Rieti - Pallacanestro Forlì 2.015   | 79-68 |
| 6 apr. | Fortitudo Bologna - UEB Cividale                    | 79-86 |
| 6 apr. | JuVi Cremona - Victoria Libertas Pesaro             | 91-89 |
| 6 apr. | Rinascita Basket Rimini - Nuova Pall. Vigevano 1955 | 87-71 |
| 6 apr. | Scaligera Basket Verona - Avellino Basket           | 82-81 |

|         | 36ª giornata                                          |        |
|         |                                                       |        |
| 13 apr. | New Basket Brindisi - Nuova Pall. Vigevano 1955       | 83-68  |
| 12 apr. | U.C.C. Piacenza - Scaligera Basket Verona             | 78-91  |
| 12 apr. | UEB Cividale - Urania Basket Milano                   | 95-96  |
| 13 apr. | Pallacanestro Cantù - Victoria Libertas Pesaro        | 85-78  |
| 13 apr. | Avellino Basket - Basket Torino                       | 92-79  |
| 13 apr. | Pallacanestro Forlì 2.015 - Fortitudo Bologna         | 67-58  |
| 13 apr. | Amici Pallacanestro Udinese - Rinascita Basket Rimini | 95-86  |
| 13 apr. | JuVi Cremona - Libertas Livorno 1947                  | 107-95 |
| 13 apr. | OrziBasket - Real Sebastiani Rieti                    | 91-73  |
| 13 apr. | Nardò Basket - Benedetto XIV Cento                    | 72-99  |

|         | 37ª giornata                                           |        |
|         |                                                        |        |
| 19 apr. | UEB Cividale - Benedetto XIV Cento                     | 83-75  |
| 19 apr. | Avellino Basket - Pallacanestro Cantù                  | 76-82  |
| 19 apr. | Real Sebastiani Rieti - JuVi Cremona                   | 69-67  |
| 19 apr. | Nuova Pall. Vigevano 1955 - Scaligera Basket Verona    | 94-90  |
| 19 apr. | Basket Torino - U.C.C. Piacenza                        | 93-82  |
| 19 apr. | Victoria Libertas Pesaro - Amici Pallacanestro Udinese | 82-84  |
| 19 apr. | Pallacanestro Forlì 2.015 - New Basket Brindisi        | 78-70  |
| 19 apr. | Urania Basket Milano - Libertas Livorno 1947           | 84-94  |
| 19 apr. | Fortitudo Bologna - Rinascita Basket Rimini            | 75-84  |
| 19 apr. | Nardò Basket - OrziBasket                              | 103-83 |

|         | 36ª giornata                                          |        |
|         |                                                       |        |
| 13 apr. | New Basket Brindisi - Nuova Pall. Vigevano 1955       | 83-68  |
| 12 apr. | U.C.C. Piacenza - Scaligera Basket Verona             | 78-91  |
| 12 apr. | UEB Cividale - Urania Basket Milano                   | 95-96  |
| 13 apr. | Pallacanestro Cantù - Victoria Libertas Pesaro        | 85-78  |
| 13 apr. | Avellino Basket - Basket Torino                       | 92-79  |
| 13 apr. | Pallacanestro Forlì 2.015 - Fortitudo Bologna         | 67-58  |
| 13 apr. | Amici Pallacanestro Udinese - Rinascita Basket Rimini | 95-86  |
| 13 apr. | JuVi Cremona - Libertas Livorno 1947                  | 107-95 |
| 13 apr. | OrziBasket - Real Sebastiani Rieti                    | 91-73  |
| 13 apr. | Nardò Basket - Benedetto XIV Cento                    | 72-99  |

|         | 37ª giornata                                           |        |
|         |                                                        |        |
| 19 apr. | UEB Cividale - Benedetto XIV Cento                     | 83-75  |
| 19 apr. | Avellino Basket - Pallacanestro Cantù                  | 76-82  |
| 19 apr. | Real Sebastiani Rieti - JuVi Cremona                   | 69-67  |
| 19 apr. | Nuova Pall. Vigevano 1955 - Scaligera Basket Verona    | 94-90  |
| 19 apr. | Basket Torino - U.C.C. Piacenza                        | 93-82  |
| 19 apr. | Victoria Libertas Pesaro - Amici Pallacanestro Udinese | 82-84  |
| 19 apr. | Pallacanestro Forlì 2.015 - New Basket Brindisi        | 78-70  |
| 19 apr. | Urania Basket Milano - Libertas Livorno 1947           | 84-94  |
| 19 apr. | Fortitudo Bologna - Rinascita Basket Rimini            | 75-84  |
| 19 apr. | Nardò Basket - OrziBasket                              | 103-83 |

| \| \| 38ª giornata \| \| \| \| \| \| \| 27 apr. \| Scaligera Basket Verona - Victoria Libertas Pesaro \| 81-85 \| \| 27 apr. \| Amici Pallacanestro Udinese - Basket Torino \| 108-101 \| \| 27 apr. \| Libertas Livorno 1947 - Fortitudo Bologna \| 66-71 \| \| 27 apr. \| OrziBasket - UEB Cividale \| 65-75 \| \| 27 apr. \| Pallacanestro Cantù - Nuova Pall. Vigevano 1955 \| 75-79 \| \| 27 apr. \| Benedetto XIV Cento - Pallacanestro Forlì 2.015 \| 86-67 \| \| 27 apr. \| New Basket Brindisi - Urania Basket Milano \| 66-83 \| \| 27 apr. \| JuVi Cremona - Avellino Basket \| 90-101 \| \| 27 apr. \| U.C.C. Piacenza - Real Sebastiani Rieti \| 73-88 \| \| 27 apr. \| Rinascita Basket Rimini - Nardò Basket \| 84-86 \| |                                                    |         |
| | 38ª giornata                                       |         |
| |                                                    |         |
| 27 apr. | Scaligera Basket Verona - Victoria Libertas Pesaro | 81-85   |
| 27 apr. | Amici Pallacanestro Udinese - Basket Torino        | 108-101 |
| 27 apr. | Libertas Livorno 1947 - Fortitudo Bologna          | 66-71   |
| 27 apr. | OrziBasket - UEB Cividale                          | 65-75   |
| 27 apr. | Pallacanestro Cantù - Nuova Pall. Vigevano 1955    | 75-79   |
| 27 apr. | Benedetto XIV Cento - Pallacanestro Forlì 2.015    | 86-67   |
| 27 apr. | New Basket Brindisi - Urania Basket Milano         | 66-83   |
| 27 apr. | JuVi Cremona - Avellino Basket                     | 90-101  |
| 27 apr. | U.C.C. Piacenza - Real Sebastiani Rieti            | 73-88   |
| 27 apr. | Rinascita Basket Rimini - Nardò Basket             | 84-86   |

|         | 38ª giornata                                       |         |
|         |                                                    |         |
| 27 apr. | Scaligera Basket Verona - Victoria Libertas Pesaro | 81-85   |
| 27 apr. | Amici Pallacanestro Udinese - Basket Torino        | 108-101 |
| 27 apr. | Libertas Livorno 1947 - Fortitudo Bologna          | 66-71   |
| 27 apr. | OrziBasket - UEB Cividale                          | 65-75   |
| 27 apr. | Pallacanestro Cantù - Nuova Pall. Vigevano 1955    | 75-79   |
| 27 apr. | Benedetto XIV Cento - Pallacanestro Forlì 2.015    | 86-67   |
| 27 apr. | New Basket Brindisi - Urania Basket Milano         | 66-83   |
| 27 apr. | JuVi Cremona - Avellino Basket                     | 90-101  |
| 27 apr. | U.C.C. Piacenza - Real Sebastiani Rieti            | 73-88   |
| 27 apr. | Rinascita Basket Rimini - Nardò Basket             | 84-86   |

## Post season

### Play-in
Tutte le serie sono su unica gara disputata in casa della meglio classificata nella fase di qualificazione. Questa fase si articola su due turni disputati tra le squadre classificate tra il 10º e il 13º posto. Le vincitrici accedono al secondo turno scontrandosi contro l'8ª e la 9ª classificata della fase di qualificazione. Il primo turno verrà disputato domenica 4 maggio 2025 e il secondo mercoledì 7 maggio 2025.
|  | Primo turno | Primo turno     | Primo turno |  |  | Secondo turno | Secondo turno     | Secondo turno |  |  | Accesso play-off  | Accesso play-off |  |  |  |  |
|  |             |                 |             |  |  |               |                   |               |  |  |                   |                  |  |  |  |  |
|  |             |                 |             |  |  |               |                   |               |  |  |                   |                  |  |  |  |  |
|  | 11          | V.L. Pesaro     | 85          |  |  |               |                   |               |  |  |                   |                  |  |  |  |  |
|  | 12          | Basket Torino   | 72          |  |  |               |                   |               |  |  |                   |                  |  |  |  |  |
|  |             |                 |             |  |  | 8             | Fortitudo Bologna | 94            |  |  |                   |                  |  |  |  |  |
|  |             |                 |             |  |  | 11            | V.L. Pesaro       | 85            |  |  |                   |                  |  |  |  |  |
|  |             |                 |             |  |  |               |                   |               |  |  | Fortitudo Bologna |                  |  |  |  |  |
|  |             |                 |             |  |  |               |                   |               |  |  | N.B. Brindisi     |                  |  |  |  |  |
|  |             |                 |             |  |  | 9             | Scaligera Verona  | 85            |  |  |                   |                  |  |  |  |  |
|  |             |                 |             |  |  | 13            | N.B. Brindisi     | 90            |  |  |                   |                  |  |  |  |  |
|  | 10          | Avellino Basket | 67          |  |  |               |                   |               |  |  |                   |                  |  |  |  |  |
|  | 13          | N.B. Brindisi   | 82          |  |  |               |                   |               |  |  |                   |                  |  |  |  |  |

### Play-out
Tutte le serie sono al meglio delle 5 gare. Gara1, Gara2 e l'eventuale Gara5 sono in casa della meglio classificata. La LNP ha stabilito per la stagione le seguenti date per le partite di play-out (11, 13, 16, 18, 21 maggio 2025)
|  | Spareggi Retrocessione | Spareggi Retrocessione | Spareggi Retrocessione | Spareggi Retrocessione | Spareggi Retrocessione | Spareggi Retrocessione | Spareggi Retrocessione |  |  | Squadre Retrocesse in Serie B Nazionale | Squadre Retrocesse in Serie B Nazionale | Squadre Retrocesse in Serie B Nazionale | Squadre Retrocesse in Serie B Nazionale | Squadre Retrocesse in Serie B Nazionale | Squadre Retrocesse in Serie B Nazionale | Squadre Retrocesse in Serie B Nazionale |  |
|  |                        |                        |                        |                        |                        |                        |                        |  |  |                                         |                                         |                                         |                                         |                                         |                                         |                                         |  |
|  | 16                     | JuVi Cremona           | 87                     | 90                     | 98                     | 85                     | -                      |  |  |                                         |                                         |                                         |                                         |                                         |                                         |                                         |  |
|  | 19                     | Nardò Basket           | 80                     | 81                     | 102                    | 73                     | -                      |  |  | Nardò Basket                            | Nardò Basket                            | Nardò Basket                            | Nardò Basket                            | Nardò Basket                            | Nardò Basket                            | Nardò Basket                            |  |
|  | 17                     | Libertas Livorno 1947  | 106                    | 105                    | 72                     | 79                     | 85                     |  |  | Pall. Vigevano                          | Pall. Vigevano                          | Pall. Vigevano                          | Pall. Vigevano                          | Pall. Vigevano                          | Pall. Vigevano                          | Pall. Vigevano                          |  |
|  | 18                     | Pall. Vigevano         | 100                    | 99                     | 79                     | 83                     | 77                     |  |  |                                         |                                         |                                         |                                         |                                         |                                         |                                         |  |

## Play-off
Tutte le serie sono al meglio delle 5 gare. Gara1, Gara2 e l'eventuale Gara5 sono in casa della meglio classificata. La LNP ha stabilito per la stagione le seguenti date per Quarti (11, 13, 16, 18, 21 maggio 2025), Semifinali (25, 27, 30 maggio 2024 e 1, 4 giugno 2025) e finale (8, 10, 13, 15, 18 giugno 2025).

### Tabellone Play-off
|  | Quarti di finale | Quarti di finale     | Quarti di finale | Quarti di finale | Quarti di finale | Quarti di finale | Quarti di finale |  |  | Semifinali | Semifinali           | Semifinali | Semifinali  | Semifinali | Semifinali | Semifinali |   |   | Finale | Finale              | Finale | Finale | Finale | Finale | Finale |  |
|  |                  |                      |                  |                  |                  |                  |                  |  |  |            |                      |            |             |            |            |            |   |   |        |                     |        |        |        |        |        |  |
|  | 2                | Rinascita B. Rimini  | 88               | 78               | 57               | 54               | 81               |  |  |            |                      |            |             |            |            |            |   |   |        |                     |        |        |        |        |        |  |
|  | 9                | N.B. Brindisi        | 84               | 67               | 59               | 66               | 74               |  |  | 2          | Rinascita B. Rimini  | 75         | 83          | 78         | 76         | -          |   |   |        |                     |        |        |        |        |        |  |
|  | 5                | UEB Cividale         | 90               | 82               | 81               | 72               | 78               |  |  | 6          | Pall. Forlì 2.015    | 69         | 78          | 87         | 64         | -          |   |   |        |                     |        |        |        |        |        |  |
|  | 6                | Pall. Forlì 2.015    | 85               | 74               | 91               | 83               | 81               |  |  |            |                      |            |             |            |            |            |   |   | 2      | Rinascita B. Rimini | 82     | 66     | 80     | -      | -      |  |
|  | 4                | RSR Sebastiani Rieti | 65               | 65               | 89               | -                | -                |  |  |            |                      | 3          | Pall. Cantù | 86         | 74         | 85         | - | - |        |                     |        |        |        |        |        |  |
|  | 7                | Urania Milano        | 47               | 61               | 81               | -                | -                |  |  | 3          | Pall. Cantù          | 83         | 89          | 84         | -          | -          |   |   |        |                     |        |        |        |        |        |  |
|  | 3                | Pall. Cantù          | 72               | 81               | 68               | 68               | 88               |  |  | 4          | RSR Sebastiani Rieti | 59         | 74          | 77         | -          | -          |   |   |        |                     |        |        |        |        |        |  |
|  | 8                | Fortitudo Bologna    | 64               | 67               | 77               | 74               | 63               |  |  |            |                      |            |             |            |            |            |   |   |        |                     |        |        |        |        |        |  |

## Verdetti

### Campione Serie A2
- Amici Pall. Udinese

### Squadre Promosse
- Promozioni in Serie A:  Amici Pall. Udinese,  Pall. Cantù

### Altri verdetti
- Retrocessioni:  U.C.C. Piacenza,  Nardò Basket,  Pall. Vigevano
- Coppa Italia LNP:  Pall. Cantù
- Supercoppa LNP:  Fortitudo Bologna

## Statistiche stagione regolare

### Statistiche individuali

#### Classifica primi trenta marcatori
|     | Giocatore          | Squadra               | Partite | Punti | PPG  |
| --- | ------------------ | --------------------- | ------- | ----- | ---- |
| 1.  | Khalil Ahmad       | V.L. Pesaro           | 38      | 820   | 21,6 |
| 2.  | Bryon Allen        | N.B. Brindisi         | 22      | 406   | 18,5 |
| 3.  | Stacy Davis        | Benedetto XIV Cento   | 38      | 693   | 18,2 |
| 4.  | Adrian Banks       | Libertas Livorno 1947 | 38      | 680   | 17,9 |
| 5.  | Kevion Taylor      | Basket Torino         | 38      | 679   | 17,9 |
| 6.  | Avery Woodson      | Nardò Basket          | 21      | 375   | 17,9 |
| 7.  | Alessandro Gentile | Urania Milano         | 33      | 586   | 17,8 |
| 8.  | Lucio Redivo       | UEB Cividale          | 38      | 667   | 17,6 |
| 9.  | Ife Josh Ajayi     | Basket Torino         | 38      | 653   | 17,2 |
| 10. | Jarvis Williams    | G.M. OrziBasket       | 38      | 640   | 16,8 |
| 11. | Zach Copeland      | Scaligera Verona      | 22      | 363   | 16,5 |
| 12. | Wayne Stewart      | Nardò Basket          | 38      | 608   | 16,0 |
| 13. | Eddy Polanco       | JuVi Cremona          | 38      | 601   | 15,8 |
| 14. | Grant Basile       | Pall. Cantù           | 37      | 583   | 15,8 |
| 15. | Jaren Lewis        | Avellino Basket       | 38      | 597   | 15,7 |

|     | Giocatore            | Squadra                                 | Partite | Punti | PPG  |
| --- | -------------------- | --------------------------------------- | ------- | ----- | ---- |
| 16. | Gabriele Stefanini   | Pall. Vigevano                          | 32      | 499   | 15,6 |
| 17. | Toni Perković        | Pall. Forlì 2.015                       | 30      | 462   | 15,4 |
| 18. | Federico Mussini     | Avellino Basket                         | 38      | 583   | 15,3 |
| 19. | Tyrus McGee          | Pall. Cantù                             | 27      | 410   | 15,2 |
| 20. | Marcellus Earlington | Avellino Basket                         | 37      | 554   | 15,0 |
| 21. | Gabe DeVoe           | G.M. OrziBasket / Benedetto XIV Cento   | 38      | 564   | 14,8 |
| 22. | Isiah Brown          | JuVi Cremona / N.B. Brindisi            | 29      | 430   | 14,8 |
| 23. | Kenny Gabriel        | Fortitudo Bologna                       | 26      | 385   | 14,8 |
| 24. | Pierpaolo Marini     | Rinascita B. Rimini                     | 38      | 562   | 14,8 |
| 25. | Derrick Marks        | UEB Cividale / U.C.C. Piacenza          | 35      | 517   | 14,8 |
| 26. | Jazz Johnson         | Real Sebastiani Rieti / G.M. OrziBasket | 23      | 339   | 14,7 |
| 27. | Deshawn Freeman      | Fortitudo Bologna                       | 38      | 550   | 14,5 |
| 28. | Anthony Hickey       | Amici Pall. Udinese                     | 38      | 549   | 14,4 |
| 29. | Myles Mack           | Pall. Vigevano                          | 32      | 459   | 14,3 |
| 30. | Doron Lamb           | UEB Cividale                            | 22      | 313   | 14,2 |

Fonte:  Statistiche individuali: Media punti (classifica completa), in LNP. URL consultato il 7 maggio 2025 (archiviato dall'url originale il 28 aprile 2025).

#### Valutazione
|    | Giocatore       | Squadra         | Partite | Valutazione | PIR  |
| -- | --------------- | --------------- | ------- | ----------- | ---- |
| 1. | Khalil Ahmad    | V.L. Pesaro     | 38      | 822         | 21,6 |
| 2. | Jarvis Williams | G.M. OrziBasket | 38      | 786         | 20,7 |
| 3. | Ife Josh Ajayi  | Basket Torino   | 38      | 751         | 19,8 |

Fonte:  Statistiche individuali: Media valutazione (classifica completa), in LNP.

#### Rimbalzi
|    | Giocatore      | Squadra               | Partite | Rimbalzi | RPG |
| -- | -------------- | --------------------- | ------- | -------- | --- |
| 1. | Ike Udanoh     | Urania Milano         | 35      | 344      | 9,8 |
| 2. | Skylar Spencer | Real Sebastiani Rieti | 37      | 354      | 9,6 |
| 3. | Justin Johnson | Rinascita B. Rimini   | 35      | 301      | 8,6 |

Fonte:  Statistiche individuali: Media rimbalzi (classifica completa), in LNP.

#### Assist
|    | Giocatore         | Squadra           | Partite | Assist | APG |
| -- | ----------------- | ----------------- | ------- | ------ | --- |
| 1. | Matteo Fantinelli | Fortitudo Bologna | 36      | 315    | 8,8 |
| 2. | Andrea De Nicolao | Pall. Cantù       | 30      | 182    | 6,1 |
| 3. | Myles Mack        | Pall. Vigevano    | 32      | 187    | 5,8 |

Fonte:  Statistiche individuali: Media assist (classifica completa), in LNP.

#### Altre statistiche
| Categoria        | Giocatore       | Squadra                        | Partite | Media |
| ---------------- | --------------- | ------------------------------ | ------- | ----- |
| Palle recuperate | Khalil Ahmad    | V.L. Pesaro                    | 38      | 1,8   |
| Stoppate         | Skylar Spencer  | Real Sebastiani Rieti          | 37      | 1,6   |
| Palle perse      | Avery Woodson   | Nardò Basket                   | 21      | 3,0   |
| Falli subiti     | Aristide Mouaha | Nardò Basket                   | 35      | 6,1   |
| % tiri liberi    | Derrick Marks   | UEB Cividale / U.C.C. Piacenza | 36      | 94,1% |
| % tiro da due    | Jalen Cannon    | Scaligera Verona               | 38      | 67,3% |
| % tiro da tre    | Jaren Lewis     | Avellino Basket                | 38      | 46,8% |